# Chutes du Niagara
Pour les articles homonymes, voir Niagara.

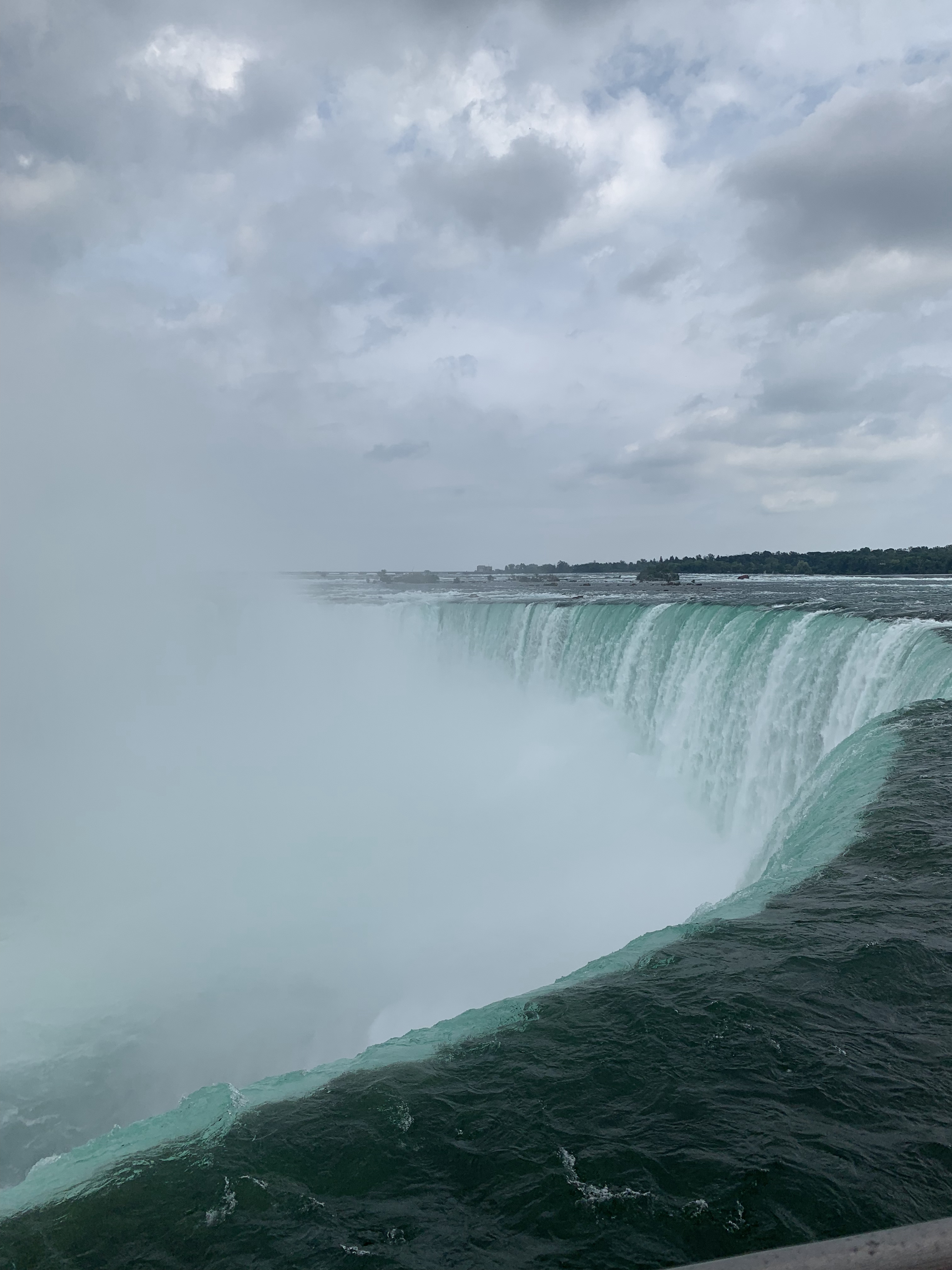
Prise de côté des chutes du Niagara depuis le Canada

Les chutes du Niagara ou chutes Niagara (toponyme officiel au Canada, ; en anglais Niagara Falls, prononcé : [naɪˈæɡɹə fɔlz]), sont un ensemble de trois chutes d'eau situées sur la rivière Niagara qui relie le lac Érié au lac Ontario, dans l'est de l'Amérique du Nord, à la frontière entre le Canada et les États-Unis :
- les « chutes du Fer-à-Cheval » (Horseshoe Falls) ou « chutes canadiennes » ;
- les « chutes américaines » (American Falls) ;
- les « chutes du Voile de la Mariée » (Bridal Veil Falls).

Bien qu'elles ne soient pas particulièrement hautes (57 m), les chutes du Niagara sont très larges. Avec un débit de plus de 2 800 m3/s, elles sont les chutes les plus puissantes d'Amérique du Nord et parmi les plus connues à travers le monde.
Renommées pour leur beauté, les chutes du Niagara sont aussi une source immense d'énergie hydroélectrique et leur préservation est un défi écologique. Cette merveille naturelle, haut-lieu du tourisme depuis plus d'un siècle, est partagée par les villes jumelles de Niagara Falls (New York) aux États-Unis et Niagara Falls (Ontario) au Canada.

## Formation

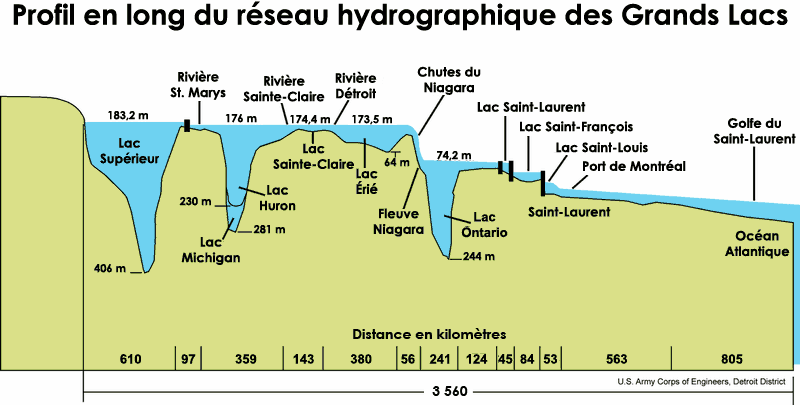
Profil des Grands Lacs

Les chutes du Niagara, ainsi que la rivière Niagara et les Grands Lacs nord-américains, sont apparues lors de la déglaciation qui a suivi la période glaciaire du Wisconsin, il y a environ 30 000 à 50 000 ans. Durant cette période, cette région était couverte par un énorme glacier continental (inlandsis laurentidien) qui en fluant vers le sud depuis le territoire canadien oriental a broyé et transporté roches et sols sur son parcours. Il a surcreusé des vallées, emplacements des futurs lacs, et en a barré d'autres par des moraines.
Pendant et après la fonte de l'inlandsis, les cours d'eau ont dû se frayer un chemin vers le nord-ouest, dans une topographie bouleversée, en incisant de nouveaux lits. La localisation actuelle du canal Welland correspondrait à une ancienne vallée. Les flots provenant des Grands Lacs en amont formèrent l'actuelle rivière Niagara. Celle-ci ne pouvant plus suivre son ancienne vallée remblayée emprunta alors un nouvel exutoire passant par un escarpement de regard nord qu'il éroda en gorges. Cet escarpement est un front de cuesta dû à un pendage monoclinal vers le sud et à la résistance de la formation géologique du Lockport (−415 millions d'années, Silurien), résistante à l'érosion, entre le lac Érié et le lac Ontario. La partie inférieure de l'escarpement, composée de roches marines largement antérieures à la dernière glaciation, a ainsi été soumise à l'érosion de la rivière Niagara. Trois principales formations géologiques sont à l'affleurement dans les gorges du Niagara.
La rivière nouvellement établie rencontra d'abord la résistante formation du Lockport, dont l'érosion se fit beaucoup plus lentement que celle des roches plus tendres situées en dessous. La photo aérienne montre clairement le chapeau rocheux composé de la roche dure de la formation de Lockport (Silurien moyen), en amont des rapides. Son dénivelé représente environ le tiers supérieur de la hauteur des chutes. Cette formation est composée d'une couche très dense et très dure de calcaire et de dolomite.
Les deux tiers inférieurs de l'escarpement laissent apparaître la formation de Rochester (Bas Silurien), une couche beaucoup plus tendre et friable, avec un pendage plus fort. Elle est principalement composée de marne, bien qu'entrecoupée de fines couches de pierre calcaire, et contient de nombreux fossiles. Cette couche s'érodant plus rapidement, la rivière a contourné de part et d'autre l'éminence rocheuse dure et a creusé les chutes.
Submergée sous la rivière, dans la vallée inférieure, à l'abri des regards, se situe la formation de Queenston (Ordovicien supérieur), composée de schistes et de grès fins. Les trois formations proviennent d'une ancienne mer, et leurs différents faciès sont issus d'un changement de conditions de cette mer.
À l'origine, les chutes du Niagara étaient proches du site actuel de Lewiston dans l'État de New York et de Queenston en Ontario, mais l'érosion de ces crêtes a causé le recul des chutes d'eau de quelques kilomètres. Juste en amont de l'endroit actuel des chutes, Goat Island divisa le courant de la rivière Niagara, ce qui eut pour conséquence de séparer le « Fer à Cheval » à l'ouest des chutes américaines et du Voile de la Mariée à l'est. Bien que l'érosion et la récession des chutes aient été ralenties dernièrement grâce aux nouvelles technologies, les chutes vont sans doute reculer assez loin pour drainer la plupart du lac Érié, dont le fond est plus profond que la hauteur des chutes. Les ingénieurs s'efforcent aujourd'hui de réduire le taux d'érosion pour retarder cet événement aussi longtemps que possible.
Les chutes tombent d'une hauteur de 52 mètres (170 pieds), bien qu'en ce qui concerne les chutes américaines l'on ne puisse voir clairement qu'une hauteur de 21 mètres (70 pieds) avant que l'eau n'atteigne un amas de roches brisées provenant d'un énorme rocher tombé en 1954. Les chutes canadiennes, les plus larges, ont une largeur d'environ 792 mètres (2 600 pieds), alors que les chutes américaines sont larges seulement de 323 mètres (1 060 pieds). Le débit des chutes durant la haute saison est de 5 720 m3/s. Pendant l'été, lors de la déviation maximale de l'eau servant à la production hydroélectrique, le débit chute à 2 832 m3/s, dont près de 90 % passent par « le Fer à Cheval ». Ce débit est encore divisé par deux durant la nuit, quand la majeure partie de la déviation de l'eau à des fins hydroélectriques se produit.

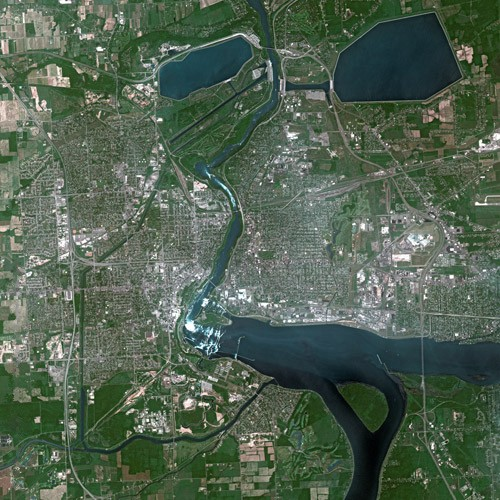
Niagara Falls vu par le satellite SPOT
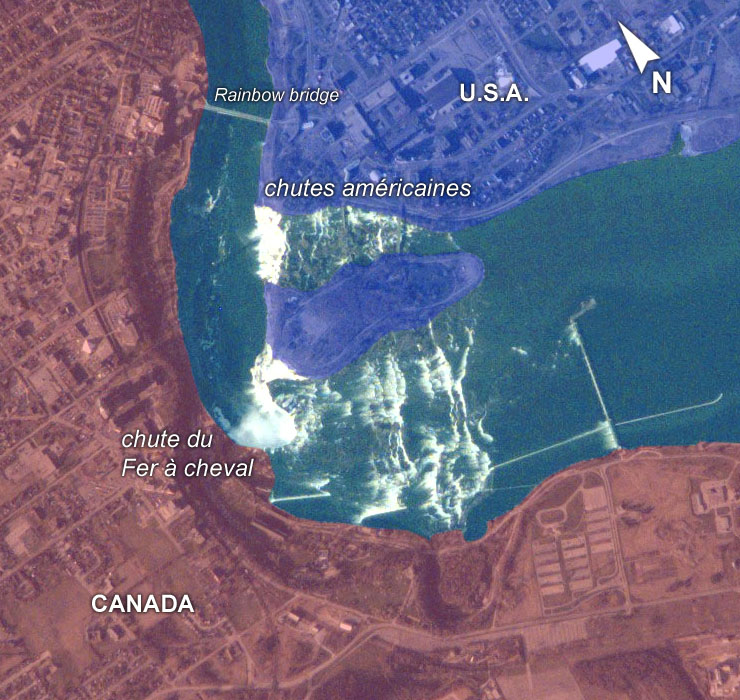
- États-Unis - Canada Les chutes du Niagara depuis l'espace, avril 2001.
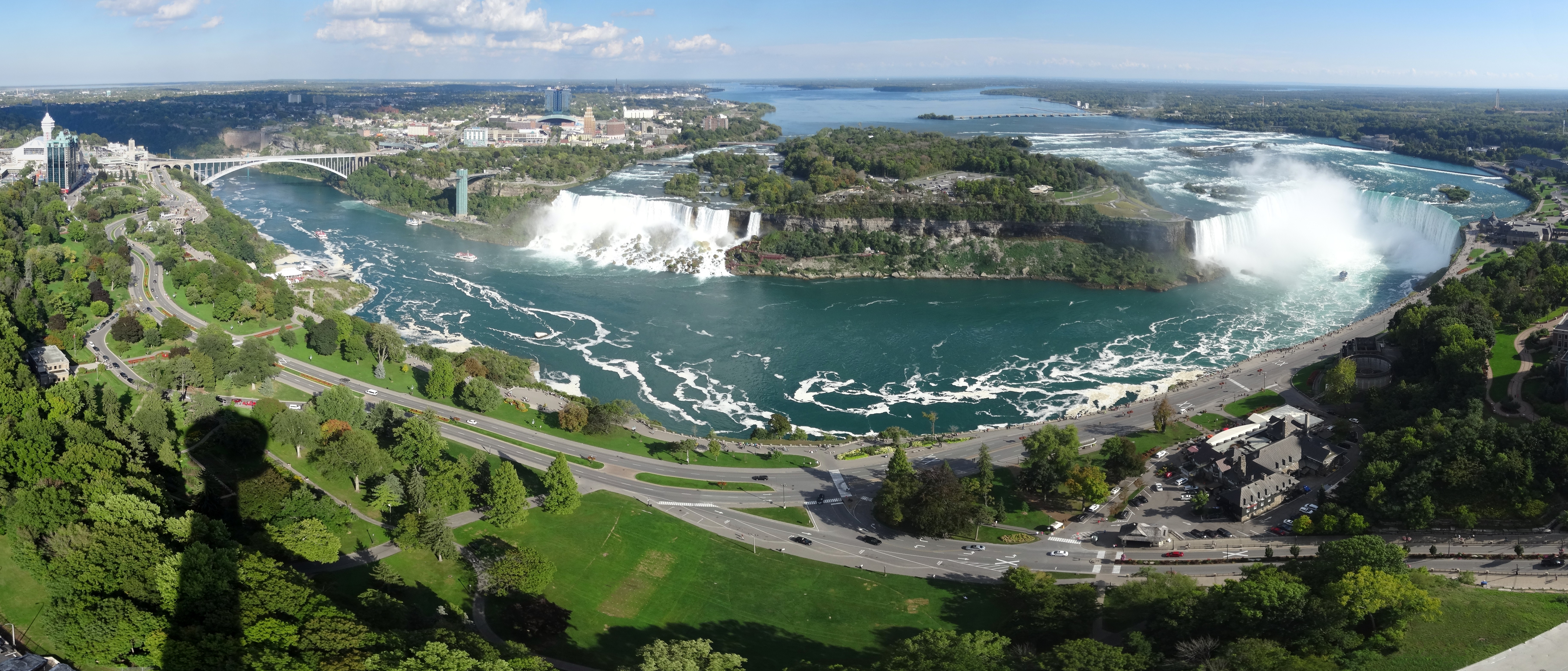
Vue de Skylon Tower à Niagara Falls
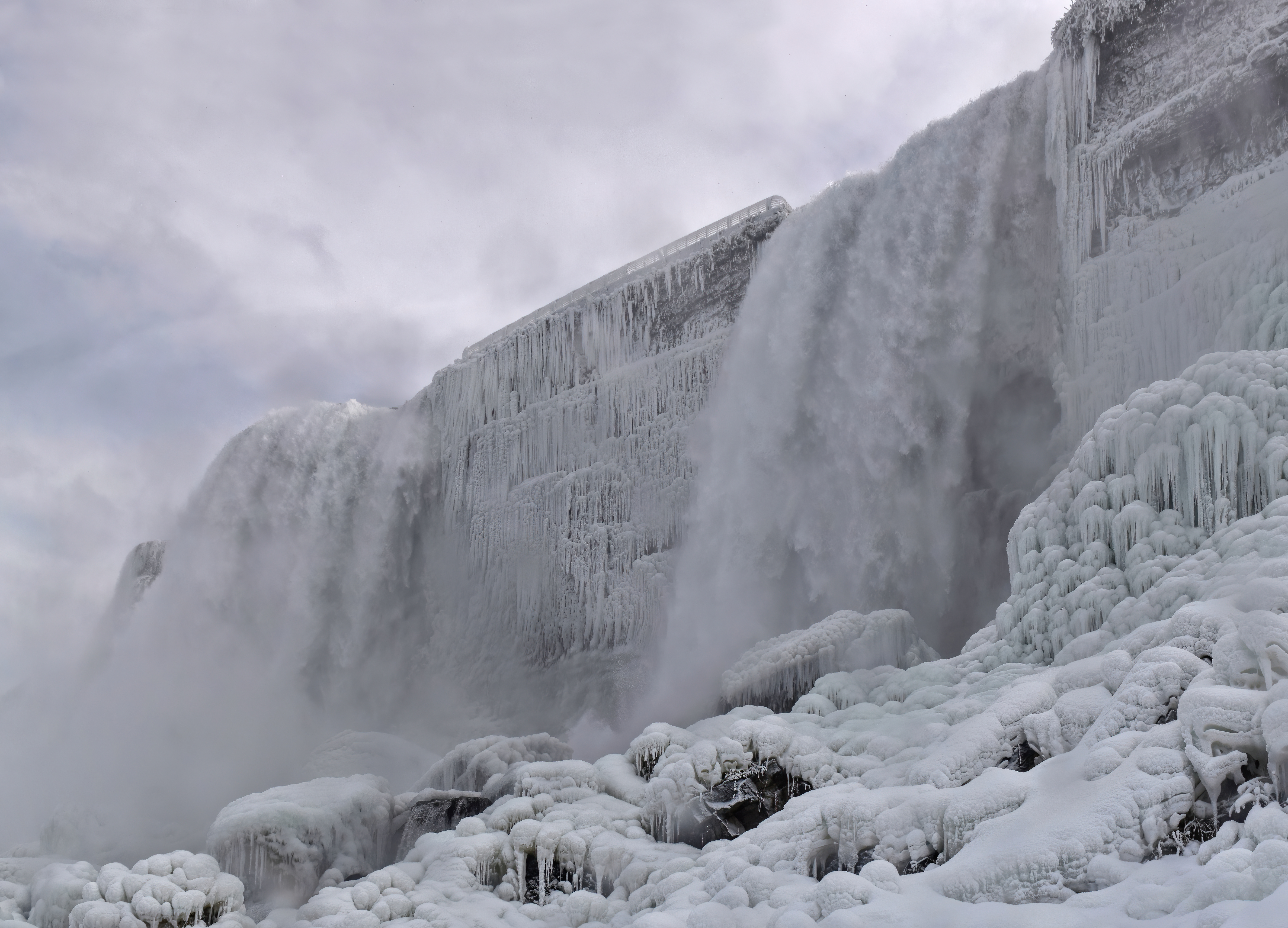
Les chutes américaines et les chutes du Voile de la Mariée vus depuis la caverne des Vents, février 2020.

## Toponymie

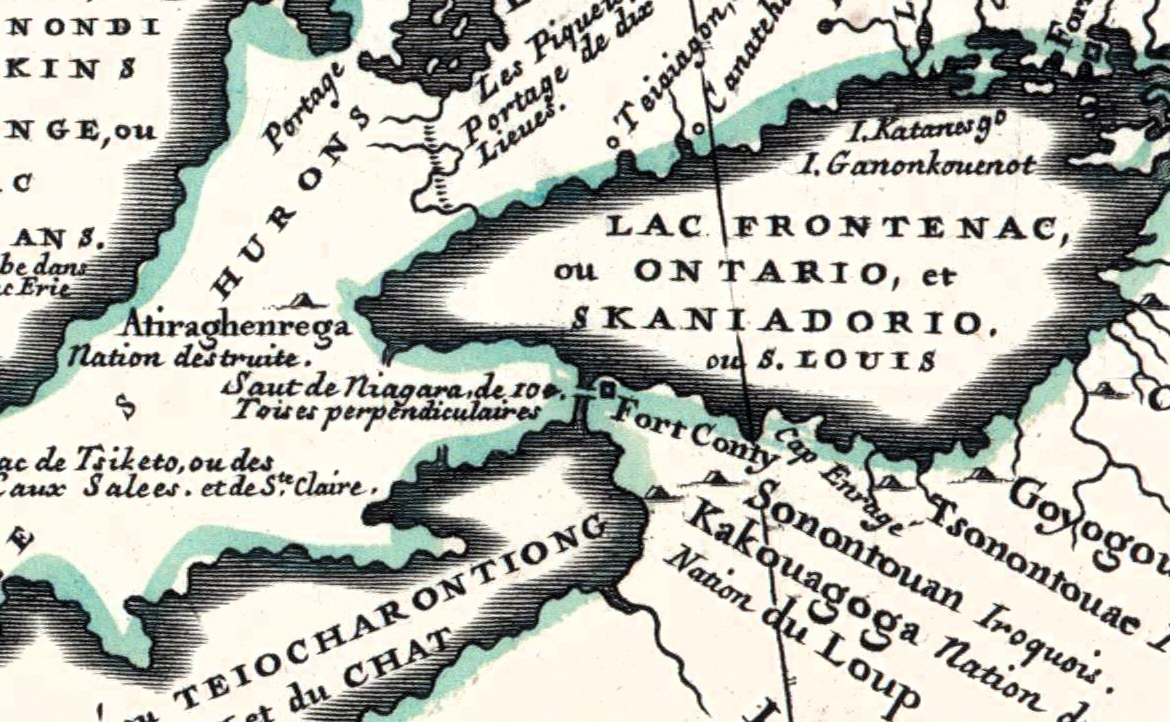
Partie occidentale du Canada ou de la Nouvelle France ou sont les Nations des Ilinois, de Tracy, les Iroquois, et plusieurs autres Peuples … Carte de 1688 par Coronelli avec annotation de « Niagara ».

Le mot « Niagara » pourrait venir du mot iroquoien Onguiaahra, mais aucune explication n'est définitivement acceptée.
Le nom autochtone Onguiaahra apparaît, dans les écrits du prêtre jésuite Jérôme Lalemant en 1641, mais il ne dit rien de sa signification. L'historien Alun Hughes a constaté que deux interprétations prédominent :
1. en référence aux chutes : les eaux tonitruantes ou résonnant d'un grand bruit.
2. en référence à la rivière Niagara, cou, désignant le cours d'eau reliant la "tête" et le "corps" (les lacs Ėrié et Ontario).

Au moment de l'arrivée des Français, les habitants de cette région étaient les Ongiara, une tribu faisant partie de la confédération des « Neutres ».
À l'époque de Champlain, on y réfère par « sault Mocosans », de Mocosa, le nom ancien de la Virginie.
Dans les relations des Jésuites, on trouve ce passage au sujet du père Brébeuf : « D'autres disaient, qu'Echon, après avoir fait mourir par maladie une partie des Hurons, était allé faire alliance avec les Sonont8ehronons, qui sont une Nation d'Iroquois, la plus redoutée et la plus voisine de nos Hurons, comme n'étant éloigné que d'une journée du dernier bourg de la Nation Neutre du côté de l'Orient, nommé Onguiaahra, du même nom que la Rivière. Qu'il les était allé trouver pour leur faire présent de colliers de pourcelaine et fers de flèche, et les exciter à venir achever de ruiner le pays. »
Les relations des Jésuites, contiennent la note suivante des éditeurs : « Le nom Niagara, ou Onguiahra, est généralement considéré comme étant d'origine mohawk (ou neutre apparenté) et signifiant « cou », ce qui fait référence à la bande de terre entre les lacs Érié et Ontario, coupée par cette rivière. Le village le plus à l'est des Neutres, probablement près des chutes, portait le même nom. »
Pour l'historien Lucien Campeau, le nom de Niagara proviendrait d'une nation neutre représentée chez Paul Le Jeune par « Ongmarahronon, qui est une mauvaise lecture d'Onghiarahronon, nation vivant dans un seul bourg et qui a donné le nom de Niagara ». L'anthropologue Bruce Trigger écrit : « ... Des cartes françaises de la fin du XVIIe siècle semblent indiquer le nom et l'emplacement de trois d'entre elles (tribus confédérées neutres). Ce sont la tribu Attiragenrega,.... la tribu Antouaronon,... et la tribu Niagagarega qui est juste à l'ouest de la rivière qui porte encore son nom. ».
L'orthographe moderne de « Niagara » est mentionnée pour la première fois dans un mémoire de La Chesnaye, en 1676 ; et dans des livres imprimés, dans « Louisiane » de Hennepin, en 1683.
Le nom « Niagara » apparaît sur la Carte de la Nouvelle France et de la Louisiane nouvellement découverte / par le révérend père belge Louis Hennepin de 1683 ; sur une autre de Coronelli, en 1688 (voir illustration ci-contre).

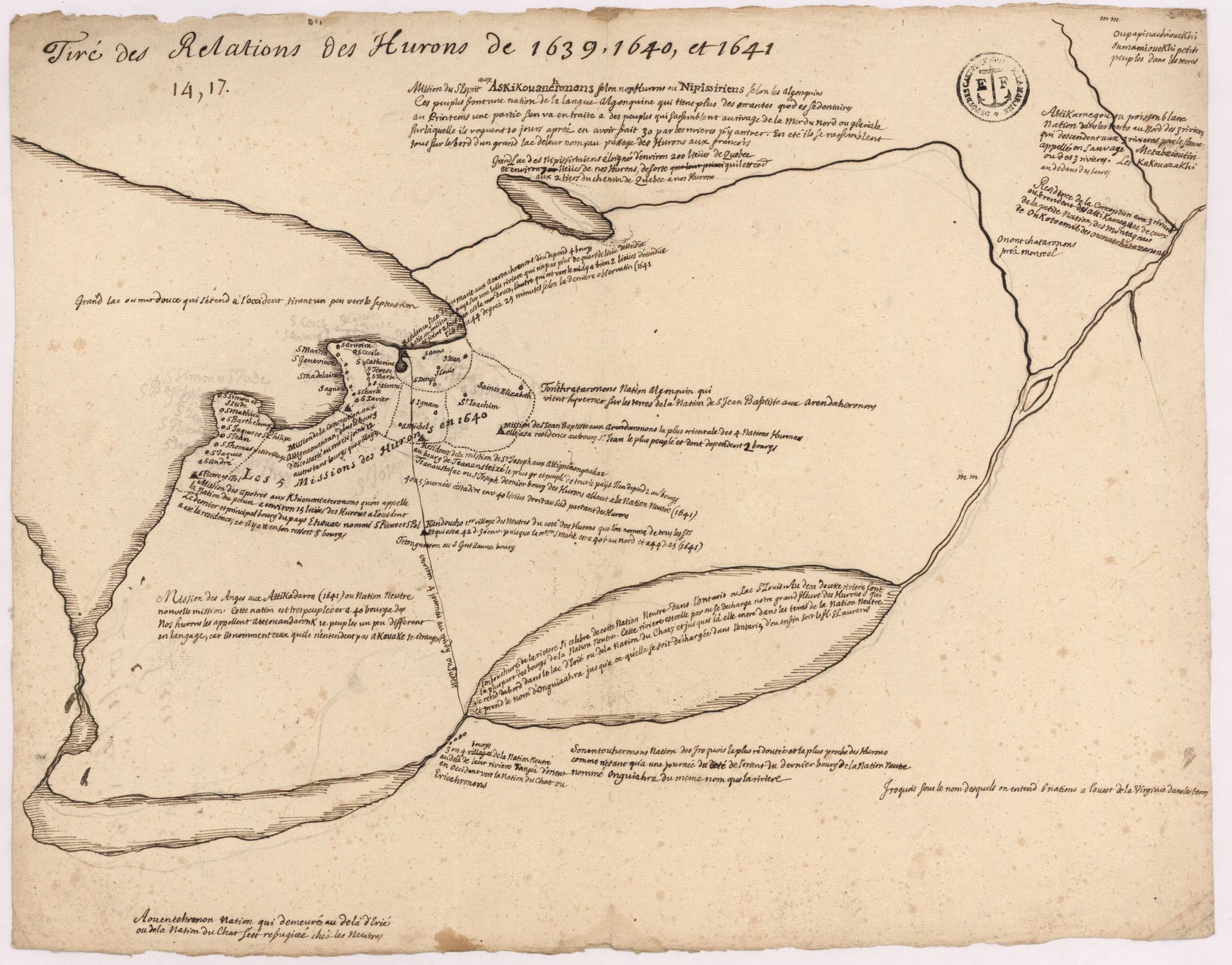
Carte de Guillaume Delisle tirée des relations des Hurons de 1639, 1640 et 1641.
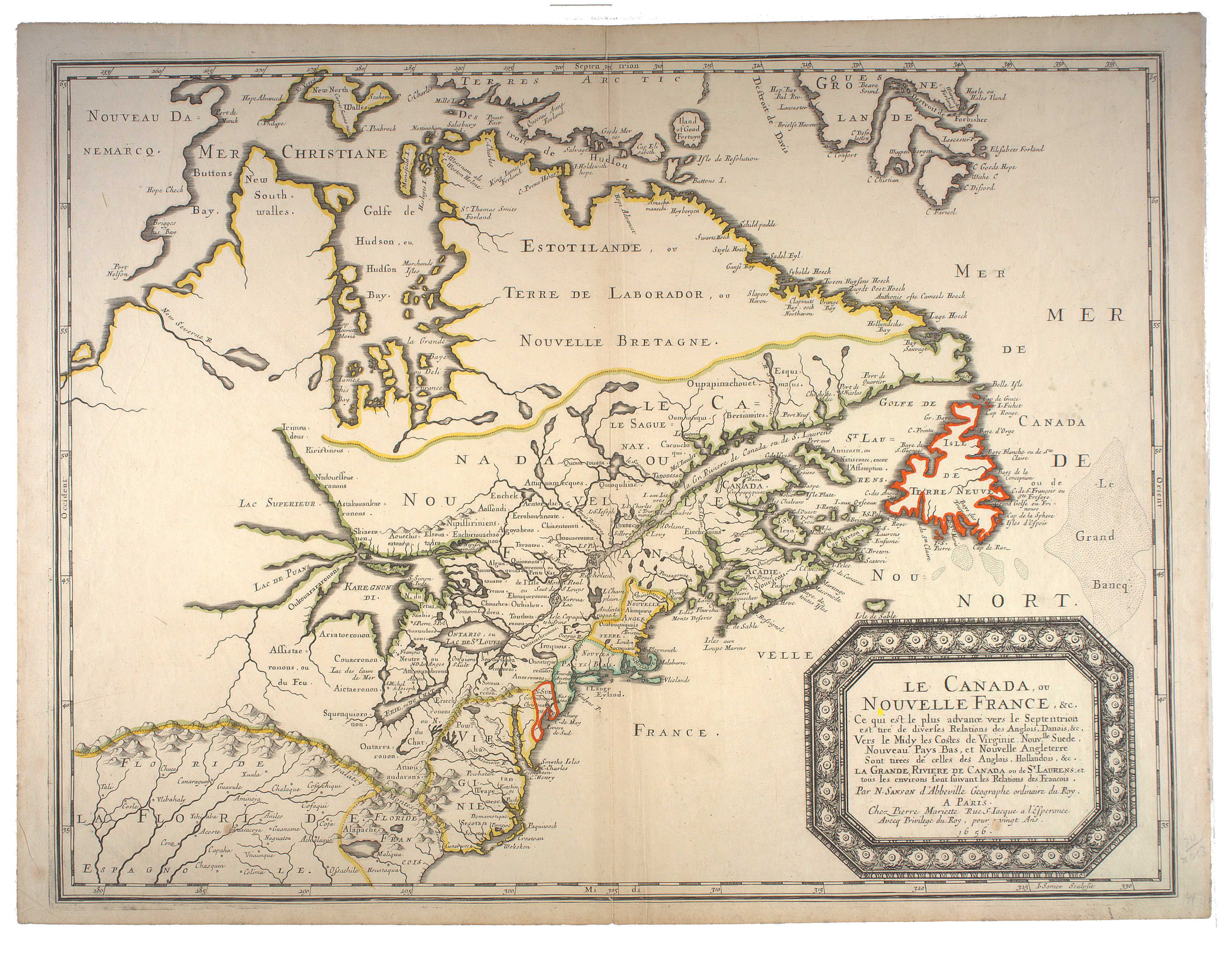
Le Canada, ou Nouvelle France etc. (1656). La mention « Ongiara Sault » représente les chutes Niagara.
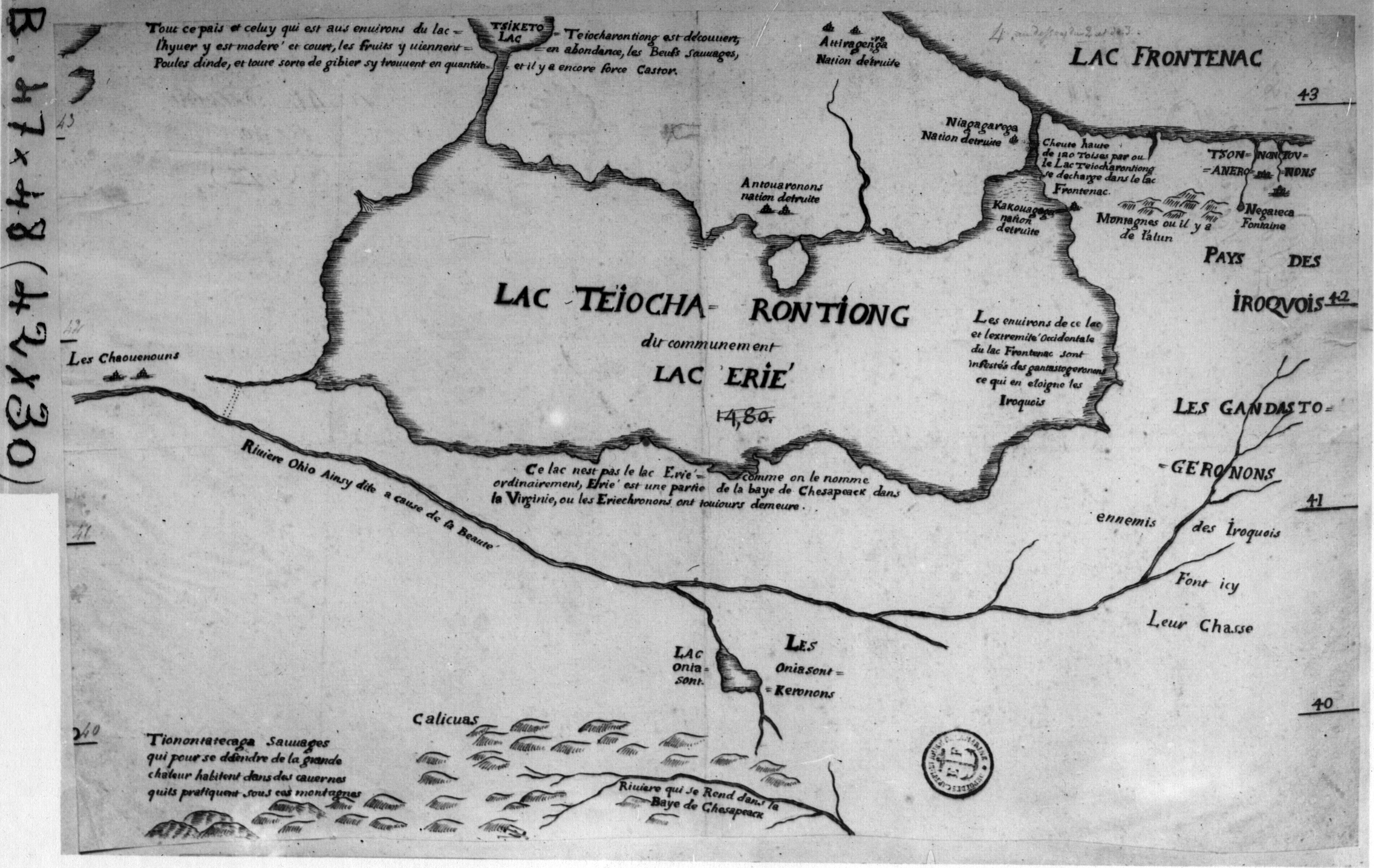
Carte du lac Teiocharontiong, dit communément Lac Érié (vers 1675). On y voit l'emplacement de la nation détruite Niagagarega, et cette description : chute haute de 120 toises par où le lac Teiocharontiong se décharge dans le lac Frontenac.

## Histoire

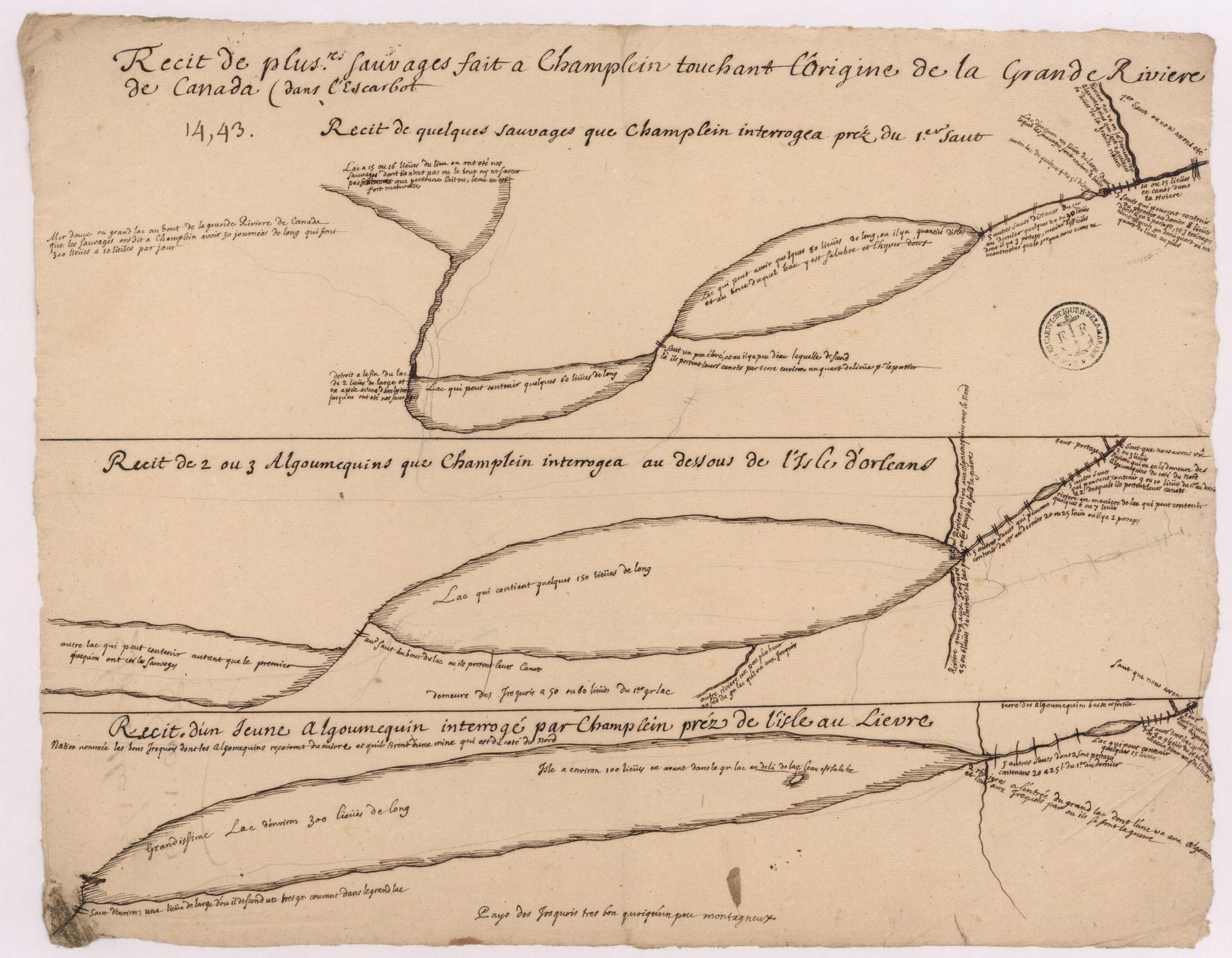
Transcription cartographique par Guillaume Delisle, des données géographiques et humaines extraites des récits de voyage de Jacques Cartier et de Samuel de Champlain essentiellement contenues dans l'Histoire de la Nouvelle-France de Marc Lescarbot

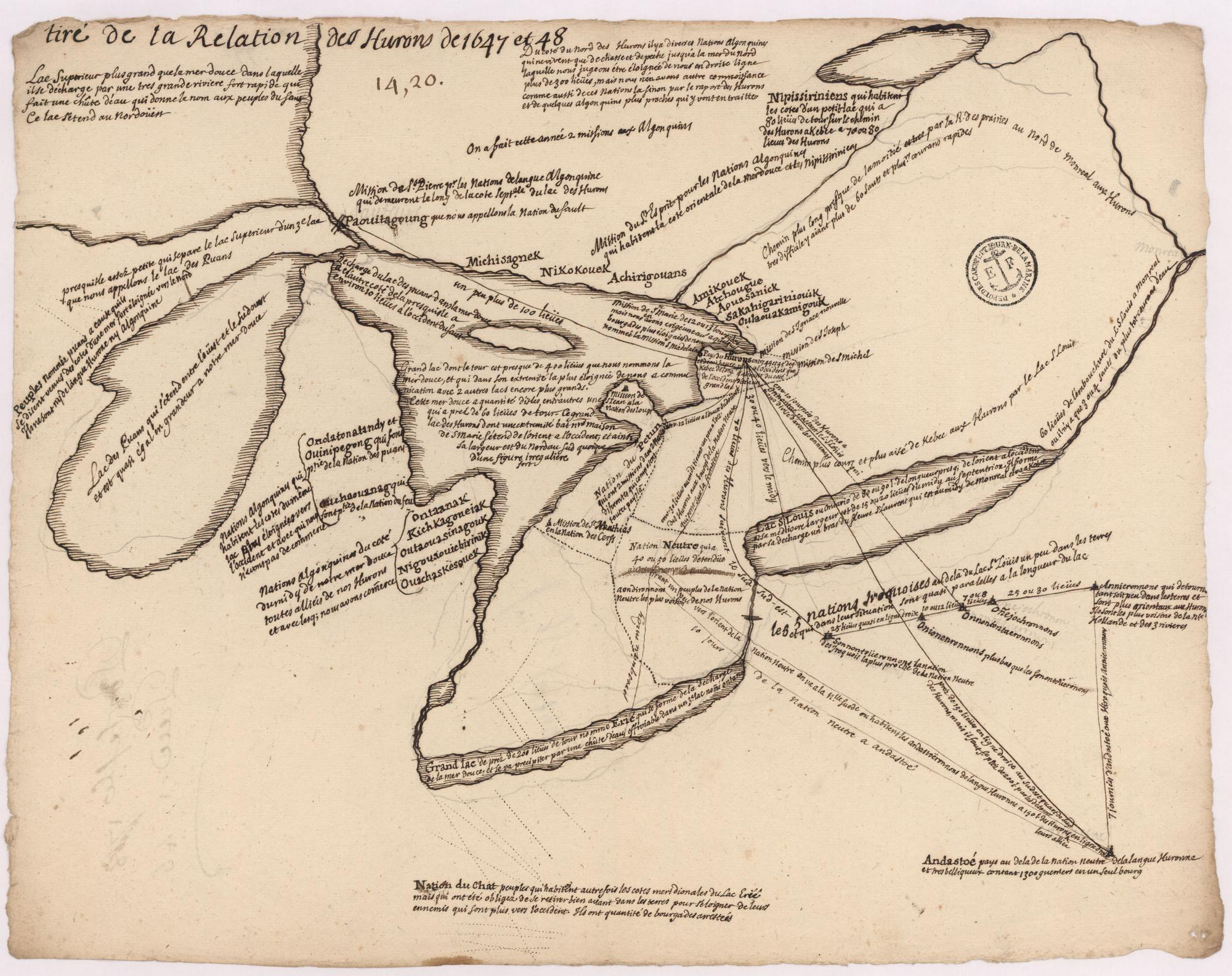
Carte des Grands Lacs, par Guillaume Delisle, tirée de la relation des Hurons de 1647 et 1648. Les cinq Grands Lacs sont représentés, avec l'indication de diverses tribus et l'implantation des missions. On y lit la description du lac Érié et des chutes par le père Ragueneau en 1648.

Une polémique existe pour savoir quel Européen fut le premier à fournir des descriptions écrites et orales des chutes du Niagara. Samuel de Champlain eut connaissance de Niagara par ses échanges avec des autochtones. « Ce ne peuvent être aussi que les Hurons qui ont révélé à Champlain l'existence d'une route fluviale reliant sans interruption le lac Huron au fleuve Saint-Laurent. Même les chutes du Niagara ont dû alors lui être signalées, car il dessinera clairement une cascade sur sa carte de 1632,... » Le cartographe Guillaume Delisle compila les renseignements des récits de Champlain et de Cartier sur une carte sur laquelle apparaît un saut d'environ une lieue de large, d'où il descend un très grand courant dans le grand lac.
Le 2 novembre 1640, le père Jérôme Lalemant décrit la rivière Niagara comme élément du système hydrologique à l'origine du fleuve Saint-Laurent : « Cette rivière ou fleuve est celui par lequel se décharge notre grand lac des Hurons ou mer Douce, qui se rend premièrement dans le lac Érié ou de la nation du Chat, et jusque-là elle entre dans les terres de la nation Neutre et prend le nom d'Onguiaahra, jusqu'à ce qu'elle se soit déchargée dans l'Ontario ou lac de Saint-Louis, d'où enfin sort le fleuve qui passe devant Quebek, dit de Saint-Laurent. De sorte que si une fois on était maître de la côte de la mer (le lac Ontario) plus proche de la demeure des Iroquois, on monterait par le fleuve de Saint-Laurent, sans danger, jusqu'à la nation Neutre, et au-delà de beaucoup, avec épargne notable de peine et de temps. »
Le Père Paul Ragueneau écrivait du pays des Hurons, le 16 avril 1648 : « De la nation Neutre, tirant jusqu'au midi, on trouve un grand lac quasi de deux cents lieues de tour, nommé Érié, qui se forme de la décharge de la Mer Douce, et qui va se précipiter par une chute d'eau d'une effroyable hauteur dans un troisième lac nommé Ontario, que nous appelons lac Saint-Louis. Ce lac nommé Érié était autrefois habité, en ses côtes qui sont vers le midi, par de certains peuples que nous nommons la nation du Chat, qui ont été obligés de se retirer bien avant dans les terres pour s'éloigner de leurs ennemis, qui sont plus vers l'occident. Ces gens de la nation du Chat ont quantité de bourgades arrêtées, car ils cultivent la terre et sont de même langue que nos Hurons.",. »
Paul Ragueneau visita les chutes 35 ans avant Hennepin, Le père Louis Hennepin observa et décrivit les chutes du Niagara beaucoup plus tard, en 1678, après avoir parcouru la région avec l’explorateur René Robert Cavelier, sieur de la Salle, le soumettant ainsi à l’attention du monde entier.
Hennepin fut aussi le premier à décrire les chutes de Saint Anthony dans le Minnesota. Il revendiqua par ailleurs avoir descendu le fleuve Mississippi jusqu’au golfe du Mexique, ce qui fut ultérieurement réfuté et porta le doute sur la validité de ses écrits et croquis des chutes du Niagara.
Certains attribuent au naturaliste finno-suédois Pehr Kalm la description originale manuscrite faite lors d’une expédition dans la région au début du XVIIIe siècle.
Pendant le XIXe siècle, le tourisme devint populaire, et ce fut une des zones touristiques les plus visitées à partir du milieu du siècle. Le frère de Napoléon, Jérôme Bonaparte les visita avec sa jeune femme au début du XIXe siècle. Les nombreuses réclamations pour la création d'un passage au-dessus de la rivière Niagara ont conduit, en 1848, à la construction d'une passerelle puis à la construction du « pont suspendu de Niagara » par Charles R. Ellet.
Il fut supplanté, en 1855, par le « pont suspendu des chutes Niagara » du germano-américain John Augustus Roebling. En 1886, Leffert Buck remplaça le pont de Roebling fait de bois et de pierre par un pont en acier qui aujourd’hui encore continue de transporter des trains au-dessus de la rivière Niagara. La première voûte en acier construite à côté des chutes fut achevée en 1897. Aujourd'hui connu comme le Whirlpool Rapids Bridge (pont des rapides tourbillonnants), il transporte des véhicules, des trains, ainsi que des piétons entre le Canada et les États-Unis en passant juste au-dessous des chutes. En 1941, la « Commission des ponts des Chutes du Niagara » réalisa la troisième traversée dans la région des chutes du Niagara avec le Rainbow Bridge (pont de l'arc-en-ciel), qui transporte à la fois des piétons et des véhicules.
Les chutes font l'objet d'innombrables histoires, une des plus intéressantes raconte le jour où elles ont cessé de couler. Le 29 mars 1848, le grondement habituel des chutes s'est arrêté. Le flot des chutes avait fait place à un mince filet d'eau. Les gens ont accouru en foule pour observer ce phénomène invraisemblable. Certains l'ont vu comme un signe que la fin du monde approchait. D'autres se sont amusés à traverser à maintes reprises le lit de la rivière, acte qui aurait normalement causé la mort de quiconque aurait tenté de le faire. On a découvert une multitude d'objets au fond de la rivière tarie, notamment des baïonnettes, des fusils, des tomahawks et d'autres artéfacts datant de la guerre anglo-américaine de 1812. Un encombrement de la rivière par de la glace s'était formé en amont, à l'embouchure de la rivière Niagara et du lac Érié, et empêchait les eaux de descendre la rivière. Pendant la nuit du 31 mars, la glace a cédé et la rivière a recommencé à couler jusqu'aux chutes.
En particulier après la Première Guerre mondiale, le tourisme a connu un nouveau boom car les automobiles rendirent l'accès aux chutes beaucoup plus aisé.
L'histoire des chutes du Niagara, au XXe siècle, est en grande partie liée aux efforts faits pour capter l'énergie des chutes pour l'énergie hydroélectrique et pour maîtriser le développement effréné de chaque côté — américain et canadien — qui menaçait la beauté naturelle du site.
Le 5 août 1951, William « Red » Hill Jr perd la vie en tentant de sauter les chutes dans un cylindre formé de 13 chambres à air reliées et retenues par un filet, appareil bricolé sans grand moyen qu'il a baptisé « the Thing » (la « Chose ») et qui se révèle insuffisamment robuste pour supporter le choc des chutes. À la suite de cette mort, toute tentative d'acrobatie de la part du public est interdite sur les chutes.

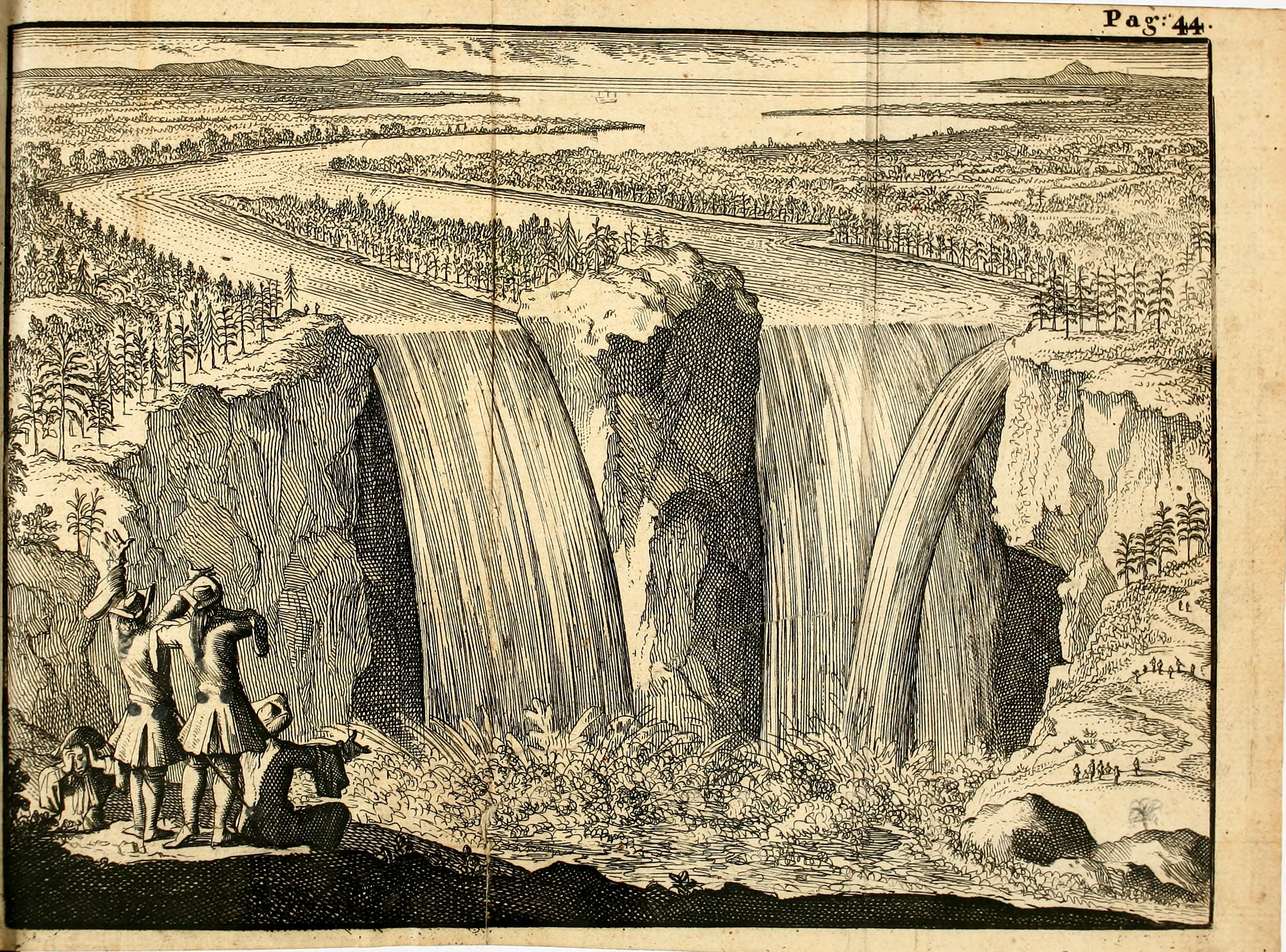
Saut ou chute d'eau de Niagara, qui se voit entre le Lac Ontario, & le Lac Érié, 1698. Le père Hennepin devant les chutes du Niagara - Gravure extraite de Nouvelle découverte d'un très grand pays situé dans l'Amérique entre le Nouveau-Mexique et la mer glaciale
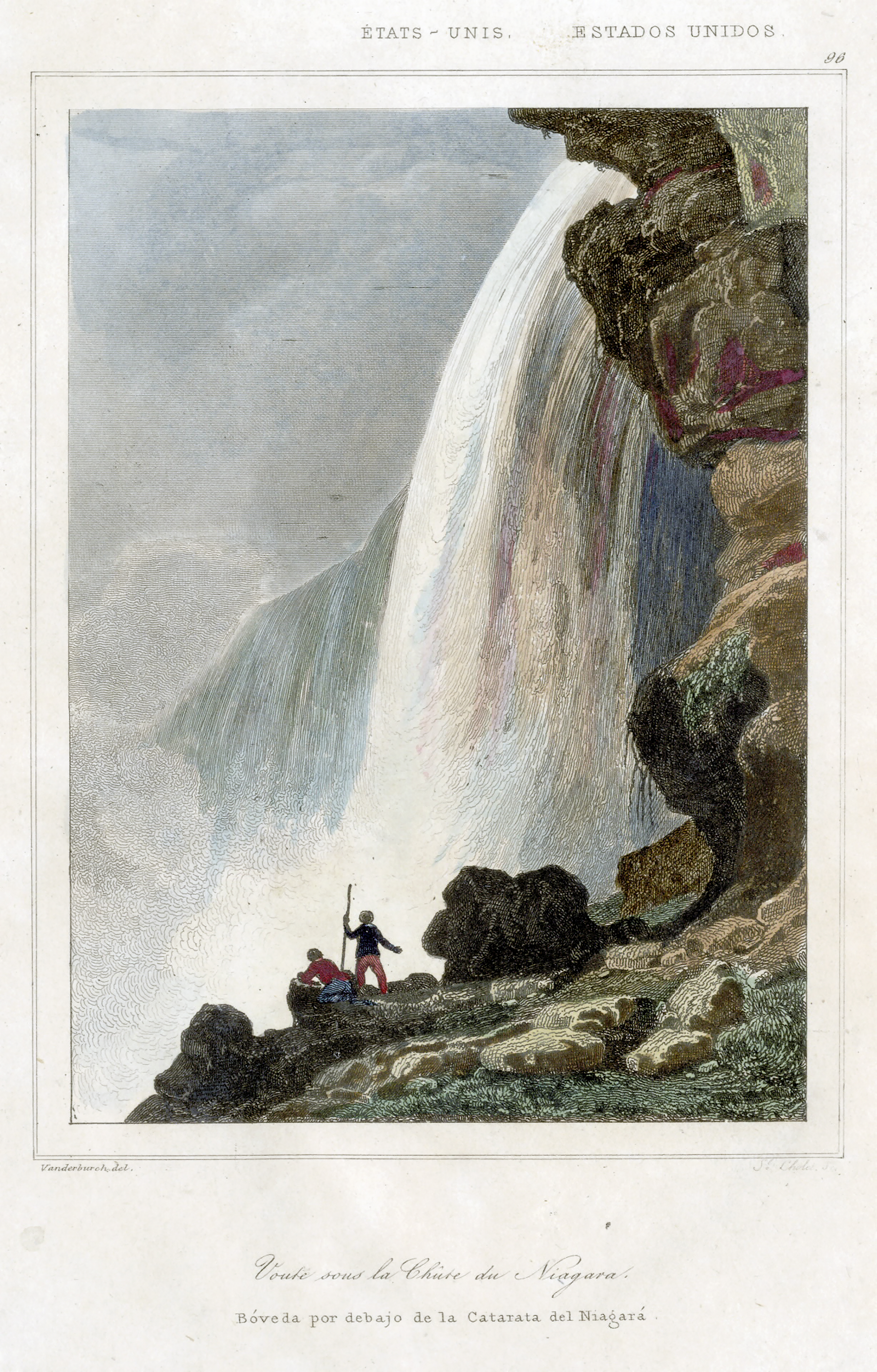
Voute sous la Chute du Niagara. Publié dans États Unis d’Amérique (L'Univers. Histoire et description de tous les peuples), par Jean-Baptiste-Gaspard Roux de Rochelle, Paris, 1837
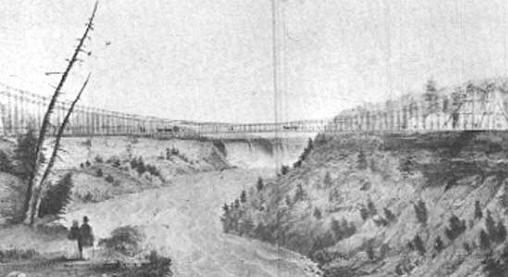
Le pont de Charles Ellet Jr. selon une photo d’époque.
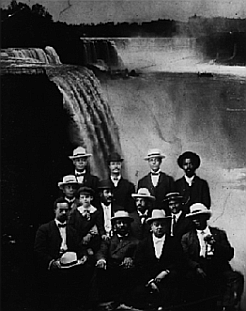
Première réunion du Niagara Movement, organisation afro-américaine pour les droits civiques, en 1905
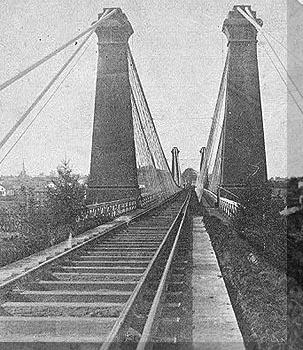
Le pont de John Augustus Roebling
Les chutes, hôtels et fermes et le Six Nations Indian Store selon une photo d’époque.

## Impact sur l'industrie et le commerce
La puissance considérable déployée par les chutes a depuis longtemps été utilisée comme source d'énergie. C'est ainsi que, dès 1759, Daniel Joncairs construisit un petit canal en amont des chutes dans le but d'alimenter sa scierie. Plus tard, en 1805, Augustus et Peter Porter rachetèrent au gouvernement de l'État de New York l'ensemble des chutes du côté américain et agrandirent le petit canal afin de constituer de l'énergie hydraulique pour leur tannerie. En 1853, la Niagara Falls Hydraulic Power and Mining Company fut créée, qui par la suite construisit les canaux qui seraient utilisés pour produire de l'électricité. En 1881, sous la conduite de Jacob Schoellkopf, suffisamment de puissance était produite pour envoyer du courant continu afin d'éclairer les deux côtés des chutes et le village voisin, Niagara Falls.

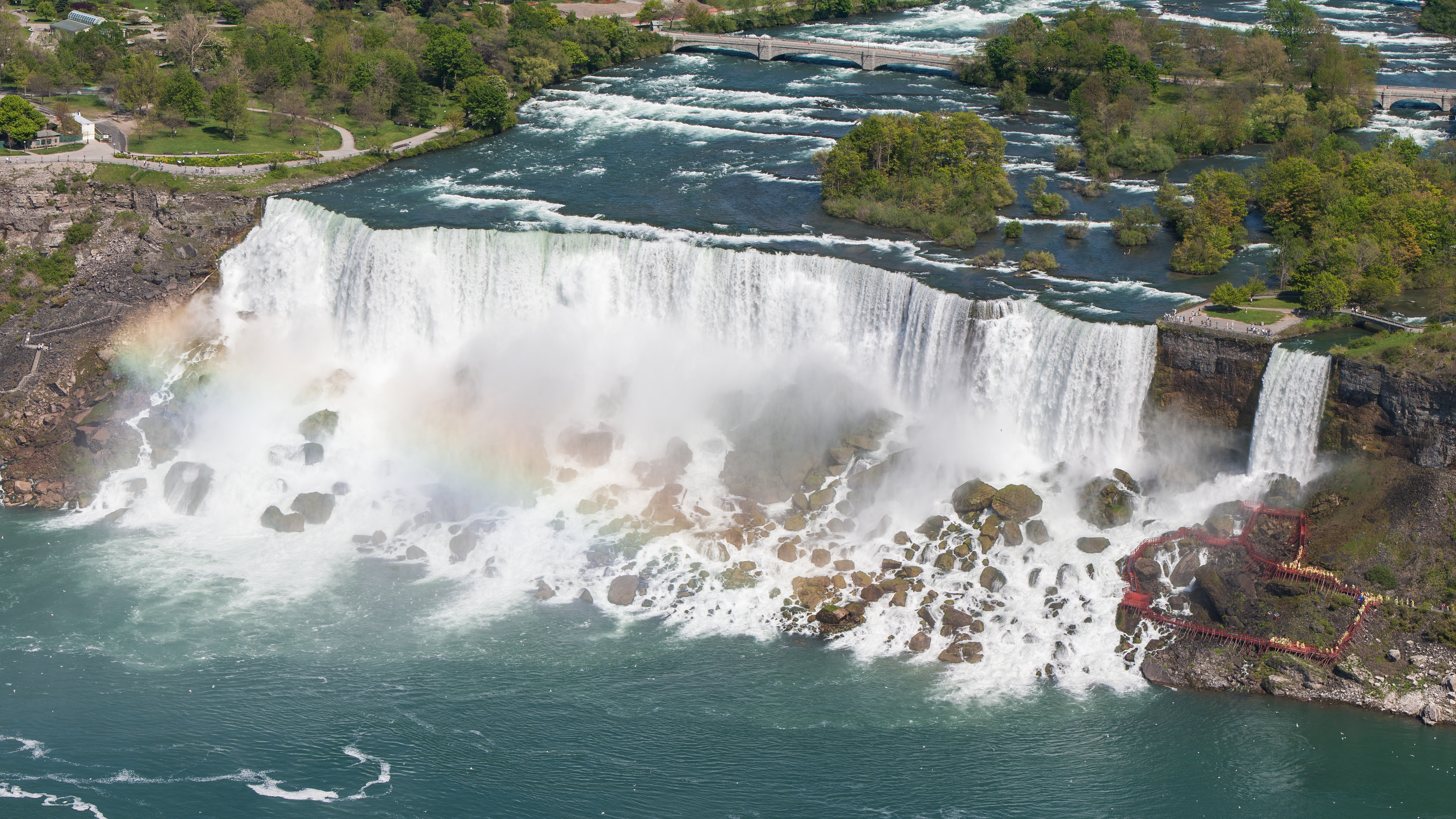
Les chutes américaines, et la plus petite, les chutes du Voile de la Mariée.

Quand Nikola Tesla, pour qui un mémorial fut construit plus tard dans la ville de Niagara Falls, a inventé le système triphasé du courant alternatif pour le transport de l'énergie, le transport à distance de l'électricité est devenu possible. En 1883, la Niagara Falls Power Company, un successeur de la compagnie de Schoellkopf, engage George Westinghouse afin de développer un système visant à produire du courant alternatif. En 1886, grâce à l'aide de financiers célèbres comme J.P. Morgan, John Jacob Astor IV et les Vanderbilts, d'immenses conduits souterrains furent construits, menant à des turbines pouvant générer jusqu'à 100 000 chevaux-vapeur (75 MW), et pouvant fournir en électricité une ville comme Buffalo à 32 km de là. Du côté canadien certaines compagnies privées commencèrent aussi à exploiter l'énergie hydraulique des chutes en employant soit des entreprises américaines, soit des entreprises du cru, dans leurs efforts. Le gouvernement de la province de l'Ontario décida finalement de nationaliser la distribution d'électricité en 1906, approvisionnant ainsi toute la province en électricité produite par le Niagara. Au XXIe siècle, entre 50 % et 70 % du débit de la rivière sont détournés dans quatre tunnels gigantesques loin en amont des chutes. L'eau ainsi détournée passe ensuite dans des turbines hydroélectriques qui approvisionnent en électricité les parties américaines et canadiennes environnantes, avant d'être reversée dans la rivière loin en aval des chutes.
Les centrales hydroélectriques les plus puissantes sur le Niagara sont Sir Adam Beck 1 et 2 (1954) du côté canadien et la Robert Moses Niagara Power Plant (1961), ainsi que la Lewiston Pump Generating Plant, du côté américain. Ensemble, les centrales du Niagara peuvent produire environ 4,4 GW d'électricité.

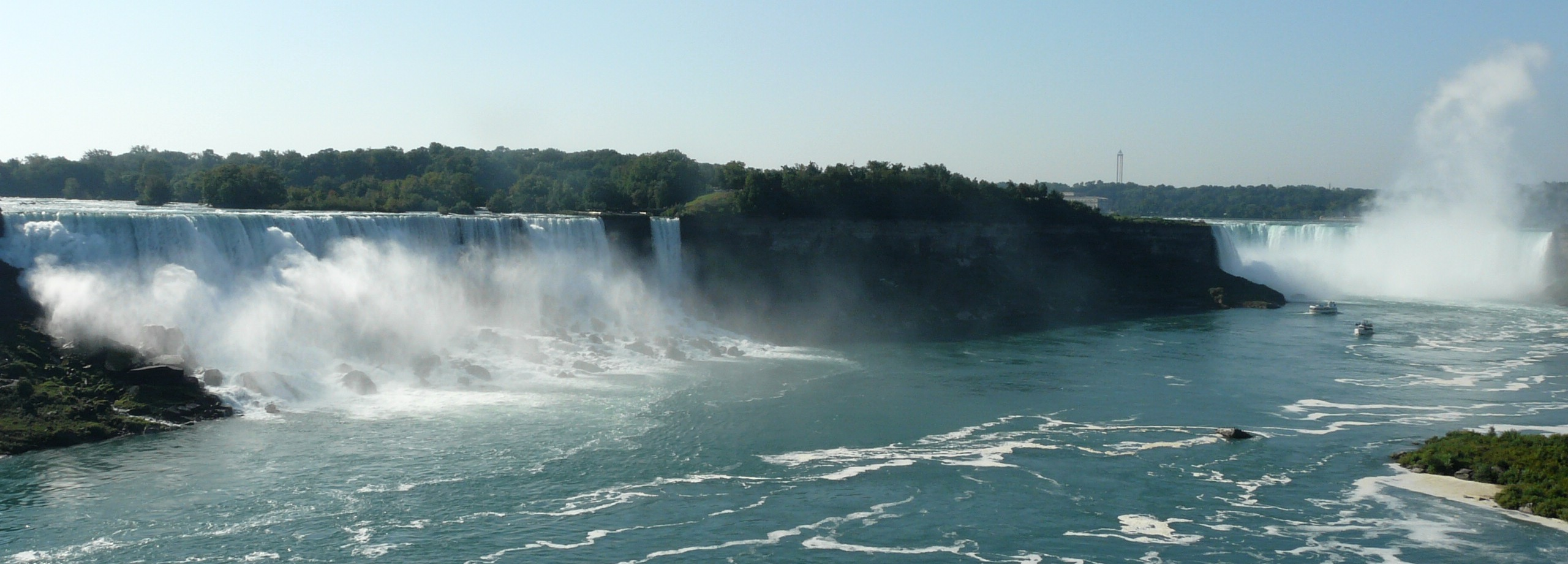
Vue panoramique des chutes du Niagara, américaines à gauche, canadiennes à droite.

En août 2005, la compagnie Ontario Power Generation, qui gère les centrales de Sir Adam Beck, a décidé de construire un nouveau tunnel de 10,2 km de long, afin d'aller collecter de l'eau plus en amont du Niagara qu'il n'est possible à présent. La fin de la construction de ce tunnel, prévue pour 2009, devait permettre d'augmenter la production d'électricité de Sir Adam Beck de 182 MW (4,2 %). La mise en service du tunnel a finalement eu lieu début mars 2013, permettant la production annuelle supplémentaire de 1 500 MW d'électricité.
Afin de contourner les chutes, le transport fluvial emprunte le canal Welland. Il fut inauguré en 1829 et ne cessa d'être amélioré jusqu'à nos jours, les derniers travaux importants datant des années 1960-1970. Il fait maintenant partie du réseau Grands Lacs-Voie maritime du Saint-Laurent. Ces détournements de trafic fluvial se sont faits aux dépens de la ville voisine de Buffalo, contribuant ainsi au déclin économique de nombre de ses entreprises, entreprises sidérurgiques et céréalières en particulier. Cependant l'augmentation d'électricité a aussi provoqué un essor économique dans la vallée de la rivière Niagara dans les années 1970. Un essor économique régional qui est depuis retombé.
Les villes jumelles de Niagara Falls (Ontario) et Niagara Falls (New York) sont reliées par 3 ponts, le Rainbow Bridge légèrement en aval, offrant la vue la plus proche sur les chutes ; le pont Whirlpool Rapids et, le pont le plus récent, le Lewiston-Queenston Bridge situé près de l'escarpement.

## Efforts de préservation
Pendant les deux premiers siècles après l'installation des Européens, les terres des deux côtés des chutes du Niagara appartenaient à des personnes privées. Dans les années 1870, les chutes du Niagara devinrent une importante destination touristique, le site des chutes accueillant chaque année un quart de million de visiteurs. Cependant, les touristes visitant les chutes du Niagara des deux côtés de la rivière étaient consternés par les pratiques commerciales privées qui se développaient aux abords des chutes sans aucun contrôle. Les visiteurs se voyaient souvent harcelés et l’accès au site ne leur était possible que moyennant le paiement de commissions exorbitantes.
Le mécontentement populaire a conduit à la formation du mouvement Free Niagara (« Libérer le Niagara »), qui comprenait l'artiste Frederic Edwin Church, l'architecte paysagiste Frederick Law Olmsted et le journaliste Jonathan Baxter Harrison. Une série de lettres qu'Harrison a envoyées aux journaux à Boston et à New York (réunies en 1992 dans le pamphlet The Condition of Niagara Falls, and the Measures Needed to Preserve Them (« La Situation des chutes du Niagara, et les mesures nécessaires pour les préserver ») ont eu une influence toute particulière dans le retournement de l'opinion publique en faveur de la préservation.

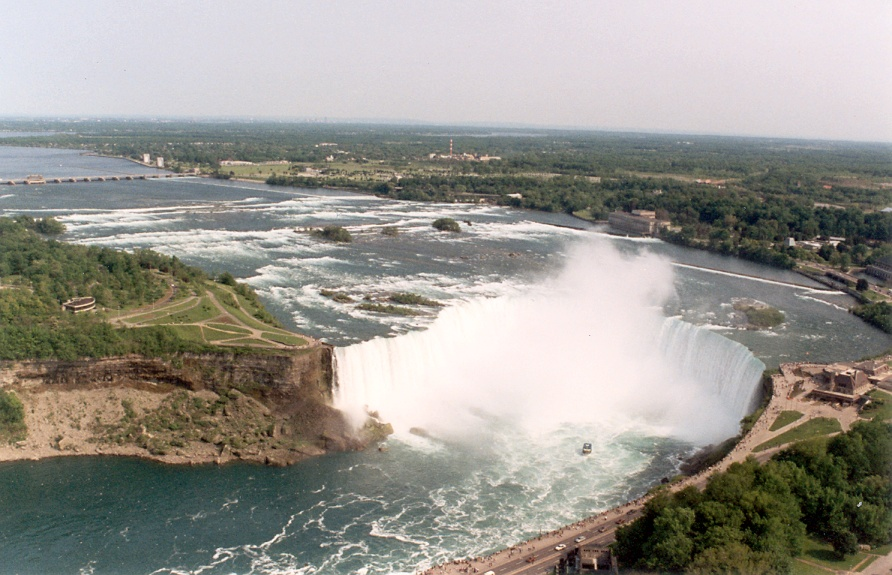
Les chutes du Fer-à-Cheval, une des trois chutes du Niagara.

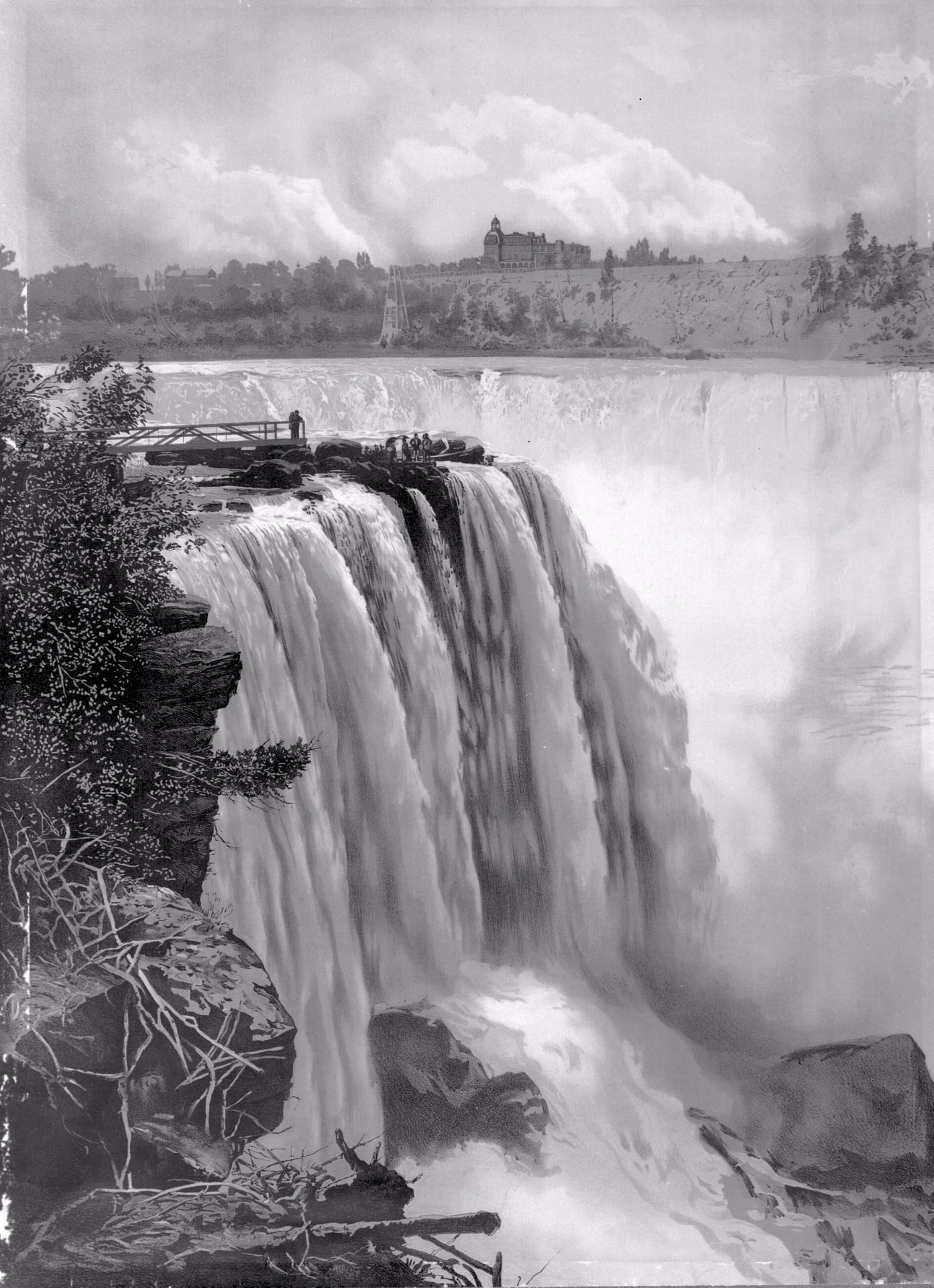
Les chutes du Fer-à-Cheval, à partir de l'île de la Chèvre (Goat Island), NY. Image tirée d'un guide touristique de 1897.

En 1878, lord Dufferin, gouverneur général du Canada, a exprimé ses préoccupations lors de son discours au cours du déjeuner de l’Ontario Society of Artists à Toronto. Il suggéra que « les gouvernements de [l’État de] New York et de l’Ontario, ou du Canada, devraient s’associer pour acquérir tous les droits qui ont pu être établis à l’encontre du public, et créer autour des chutes un petit parc public international (...) sous la responsabilité de bons gardiens » pour préserver le décor des chutes du Niagara. Bien que la suggestion originale de lord Dufferin ait concerné un « parc international », les deux rives, américaine et canadienne, ont développé leurs parcs séparément et indépendamment.
En 1885, l'État de New York commença à acheter les terres aux entrepreneurs, pour constituer la Niagara Falls State Park. La même année, la province de l’Ontario créa la Commission des parcs du Niagara. Cette dernière acquit des terrains situés le long de la rivière Niagara pour constituer le parc de la Reine Victoria aux Chutes de Niagara, totalement gratuit, qui accueillit ses premiers visiteurs le 24 mai 1888. Sous la gouverne de la Commission, ce parc s’étendant au départ sur 62,2 hectares, est devenu un parc de renom mondial de 1 720 hectares longeant toute la rivière Niagara, du lac Érié au lac Ontario, et comptant d’importants lieux historiques nationaux et provinciaux, des jardins botaniques, une école d’horticulture et des aires récréatives. Ces deux organismes ont réussi remarquablement dans les opérations de restrictions du développement des chutes et de la rivière Niagara.
Jusqu'à récemment, les chutes ont reculé vers le sud à cause de l'érosion de 0,6 à 3 m par an et sont maintenant à 11 km de leur point d'origine[pas clair][réf. souhaitée]. Ce processus a été ralenti par le détournement de quantités d'eau croissantes de la rivière Niagara dans des centrales hydroélectriques, aussi bien aux États-Unis qu'au Canada. Le 2 janvier 1929, le Canada et les États-Unis sont parvenus à un accord sur un plan d'action visant à préserver les chutes. En 1950, les deux pays signèrent le Traité concernant la dérivation d'eau du Niagara.

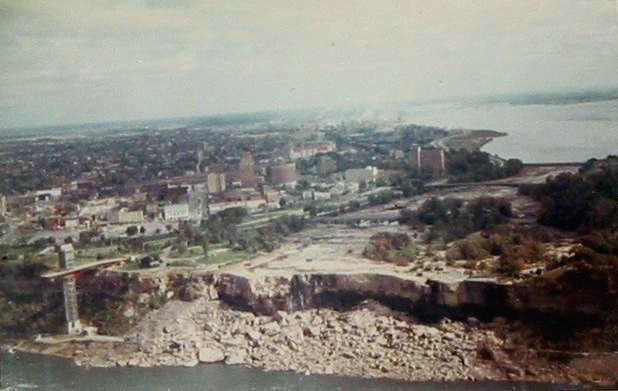
Les chutes américaines, éteintes en 1969

Outre le détournement de l'eau vers les centrales hydroélectriques, les efforts de contrôle de l'érosion ont établi des déversoirs souterrains visant à rediriger les courants les plus dévastateurs, et finalement des renforcements mécaniques en haut des chutes. Les travaux les plus spectaculaires ont eu lieu en 1969. En juin, le cours d'eau fut complètement détourné des chutes américaines pendant plusieurs mois grâce à la construction d'un barrage temporaire de terre et de pierre (clairement visible en haut à droite de la photo), ce qui eut pour effet d'arrêter les chutes américaines. Pendant que les chutes canadiennes accueillaient le débit supplémentaire, le corps des ingénieurs de l’United States Army a étudié le lit de la rivière et a comblé mécaniquement les fissures qui auraient autrement accéléré le retrait des chutes américaines. Un projet datant de 1954 d'enlever une énorme quantité d'alluvions fut finalement abandonné pour raison budgétaire, et en novembre 1969, le barrage temporaire fut dynamité, redonnant leur débit aux chutes américaines qui avaient été stoppées quelque temps, l'armée ayant fait dévier le cours du fleuve.
Après cette entreprise, Luna Island, le petit bout de terre situé entre la chute principale et celles du Voile de la Mariée, est restée interdit au public pour des années en raison des craintes d'instabilité et du risque de voir l'île s'effondrer dans la rivière Niagara à tout moment.
La construction récente de grands bâtiments (pour la plupart des hôtels) du côté canadien des chutes a causé le changement de direction des vents au-dessus de ces dernières. Des étudiants de l'université de Guelph ont démontré, en utilisant des modèles réduits, que l'air passant au-dessus des nouveaux hôtels conduit la poussière vers le sud des bâtiments, où elle tombe dans les rigoles sous les chutes et vient se mélanger aux tourbillons d'air humide. La conséquence est que les points de vue du côté canadien sont maintenant souvent couverts d'un brouillard venant des chutes. Ce problème va être très difficile à résoudre.

## Exploits

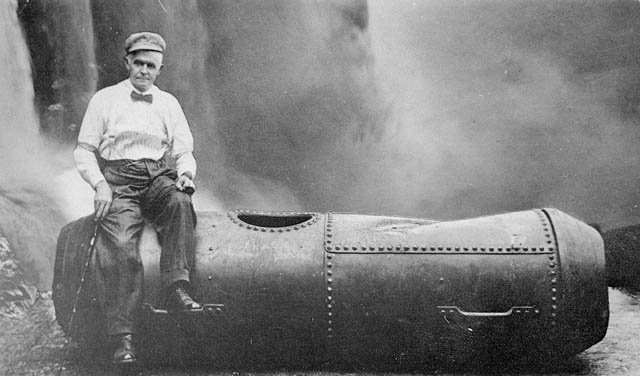
Bobby Leach et son baril après sa descente dangereuse des chutes du Niagara, le 25 juillet 1911

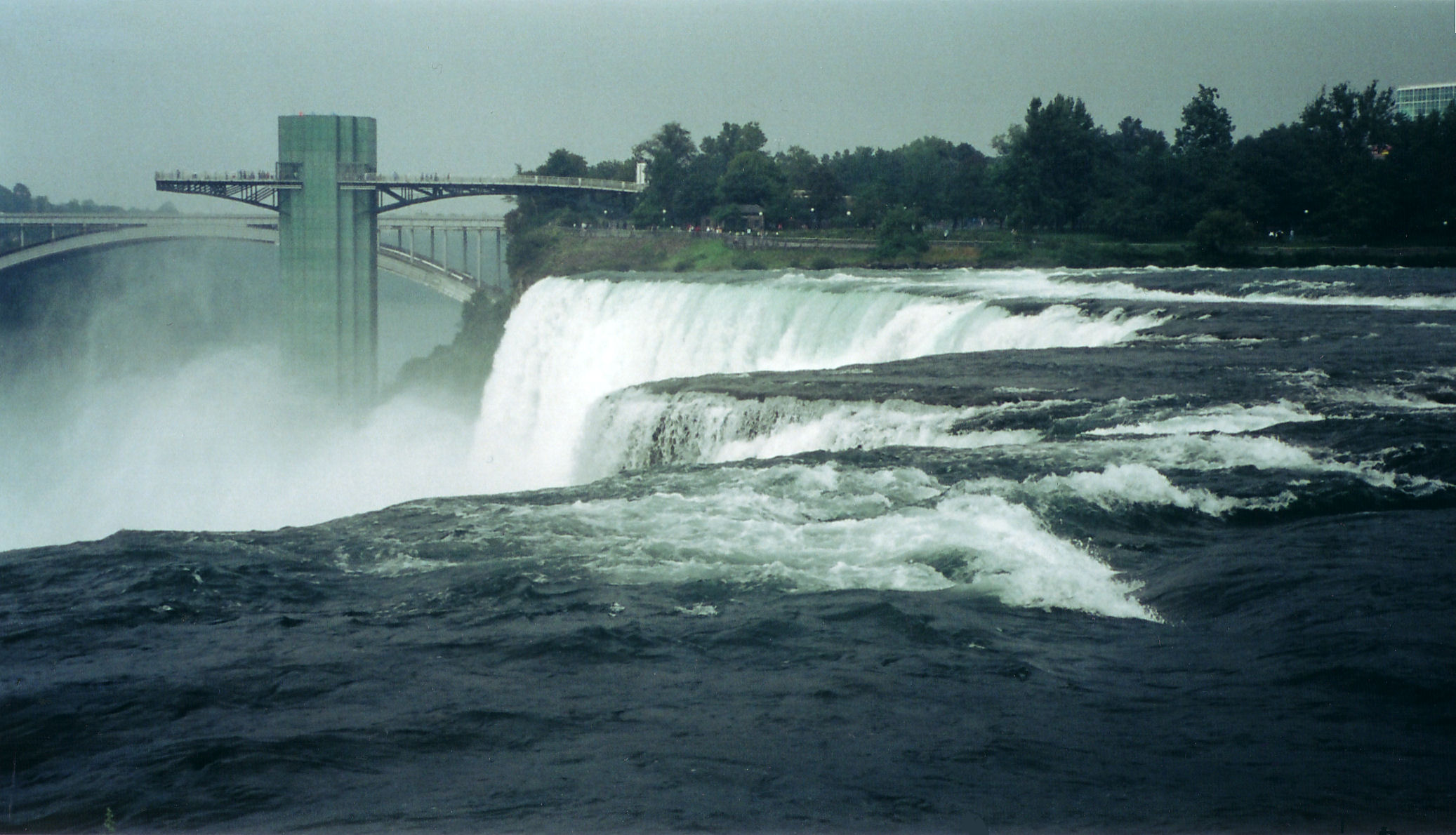
Les chutes et leurs infrastructures touristiques

En octobre 1829, Sam Patch, qui se faisait appeler « le sauteur Yankee », a sauté dans la chute du Fer à Cheval et est devenu la première personne connue à avoir survécu à la chute. Il a ainsi initié une longue tradition de casse-cous qui ont tenté de survivre à une descente des chutes. En 1901, Annie Edson Taylor fut la première personne à descendre les chutes en tonneau. Elle sortit quasiment indemne de la chute. Depuis la chute historique de Taylor, 14 personnes se sont intentionnellement jetées des chutes, sur ou dans un esquif. Certaines ont survécu sans dommage, d'autres ont coulé ou ont été sérieusement blessées. La descente des chutes étant illégale des deux côtés de la frontière, les survivants de telles cascades sont généralement poursuivis devant les tribunaux et soumis à de fortes amendes.
D'autres aventuriers ont tenté de traverser les chutes. Cela a commencé en 1859 par le passage réussi de l’équilibriste Jean-François « Blondin » Gravelet au-dessus des chutes. Cet exploit avait rassemblé une foule importante. Le filin traversait les gorges à proximité du pont de l'Arc-en-ciel, pas tout à fait au-dessus des chutes. Le capitaine britannique Matthew Webb, premier homme à avoir traversé la Manche à la nage, se noya en 1883 en tentant de nager à travers les rapides et les tourbillons en aval des chutes.
Le 9 juillet 1960, au cours de ce qui fut ensuite appelé « le miracle des chutes du Niagara », Roger Woodward, un garçon américain de 7 ans fut jeté par-dessus les chutes du Fer à Cheval, protégé uniquement par son gilet de sauvetage. Deanne, sa sœur de 17 ans, fut rattrapée par deux touristes, à seulement 6 mètres de la chute, au niveau de l'île de la chèvre. Roger fut recueilli dans les bassins bouillonnant aux pieds de la chute du Fer à Cheval, après avoir réussi à attraper une bouée de sauvetage envoyée par l'équipe du bateau Maid of the Mist. Son histoire fit le tour du monde.
Le 2 juillet 1984, le Canadien Karel Soucek réussit à plonger des chutes du Fer à Cheval dans un tonneau en n'ayant que de légères blessures. Il fut condamné à 500 dollars d'amende pour avoir réalisé sa cascade sans autorisation. Il périt quelques mois plus tard, le 20 janvier 1985, lors d'un autre défi à la mort.
Le 20 octobre 2003, Kirk Jones fut le premier à sauter des chutes sans matériel de flottaison. Bien qu'on ne sache toujours pas s'il souhaitait ou non se suicider, il survécut à l'équivalent d'une chute de 16 étages avec seulement quelques côtes cassées, des éraflures et des ecchymoses.
Personne n'a jamais survécu à une descente des chutes américaines, en raison des nombreux rochers et du faible courant. Tous les survivants et cascadeurs ont descendu les chutes du Fer à Cheval, où les rochers sont relativement moins nombreux et où le courant pousse les gens loin du bord et leur permet de les éviter.
Le 4 août 2005, le golfeur professionnel John Daly tenta d'envoyer une balle de golf de l'autre côté des chutes du Niagara à une distance d'environ 331 mètres (362 yards). Il échoua de peu, au bout de 20 tentatives.
Le 15 juin 2012, le funambule américain Nik Wallenda a traversé sur un câble métallique, la chute du Fer à Cheval qui sépare la rive américaine de la rive canadienne. Il lui a fallu 40 min pour parcourir les 550 mètres.

## Dans la culture

### Mythologie: la légende de Lelawala
Selon une légende de la nation Tsonnontouan, Lelawala, une magnifique jeune femme, fut fiancée par son père à un brave homme qu’elle méprisait. Plutôt que de se marier, Lelawala choisit de se sacrifier à son véritable amour He-No, le dieu du tonnerre qui vivait dans une cave derrière le « Fer à Cheval ». Elle amena son canoë jusqu’au rapide de la rivière Niagara et fut renversée par-dessus bord. He-No la rattrapa alors qu’elle tombait et leurs esprits seraient liés ensemble à jamais dans le sanctuaire du dieu du tonnerre, à l’abri des chutes.

### Beaux-Arts

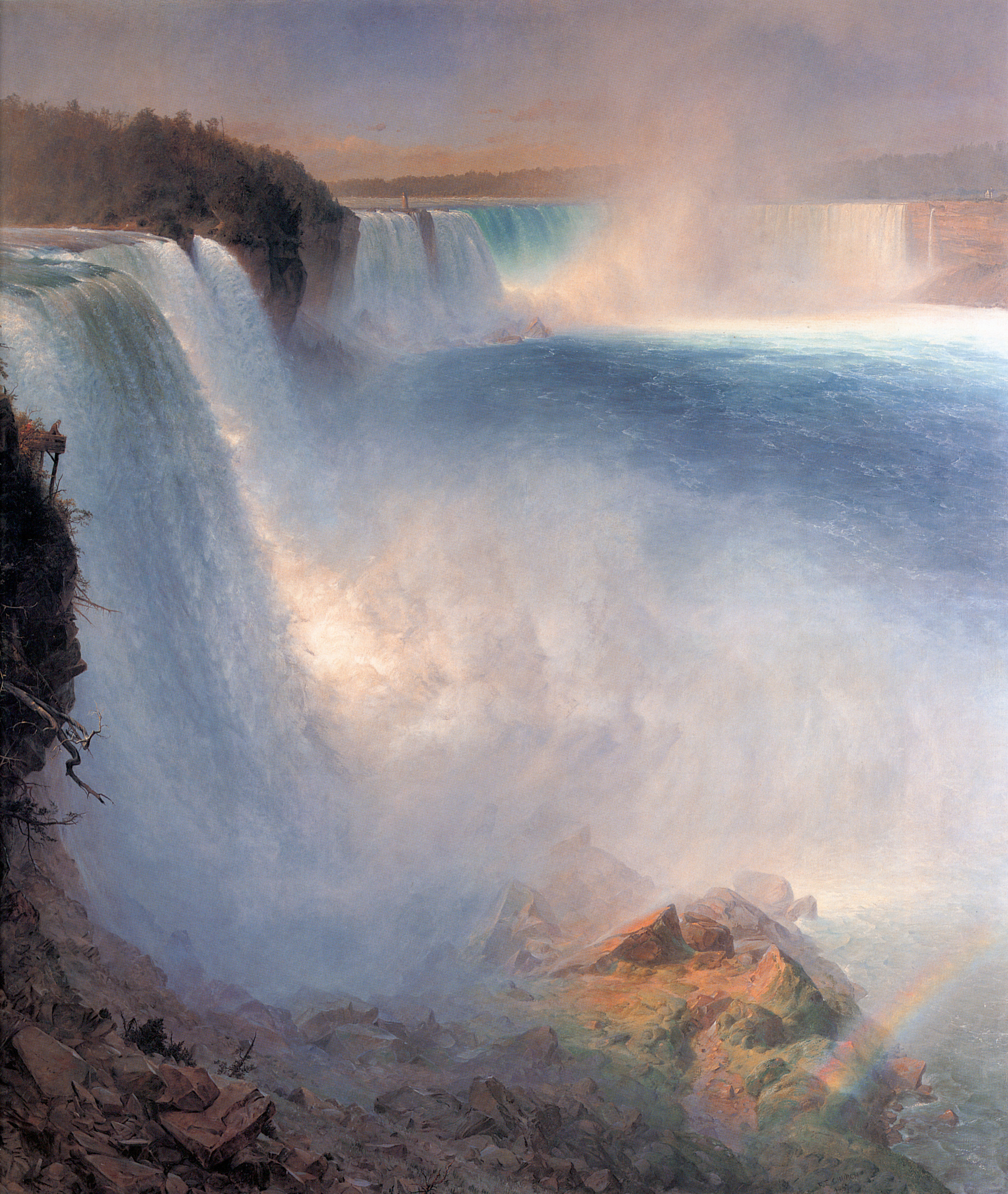
Frederic Edwin Church, Niagara Falls (American side), 1867, Galerie nationale d'Écosse.

Au Canada, les chutes furent représentées dès la fin du XVIIIe par Elizabeth Simcoe, artiste britannique et mémorialiste du Canada colonial.
Plusieurs grands noms de la peinture américaine ont représenté les chutes du Niagara. L'un des premiers est John Trumbull (1756-1843), davantage connu pour ses sujets historiques. Deux de ses toiles sur les chutes datant de 1807-1808 sont conservées au Wadsworth Atheneum d’Hartford dans le Connecticut. George Catlin (1796-1872), peintre des Amérindiens, réalisa View of Table Rock and Horseshoe Falls from Below en 1827 (Abby Aldrich Rockefeller Folk Art Collection, Williamsburg) et Niagara Falls (1827-1828, Smithsonian American art museum, Washington). Le quaker Edward Hicks (1780-1849) figure une version naïve des chutes (Falls of Niagara, vers 1835, Abby Aldrich Rockefeller Folk Art Collection, Williamsburg, Virginie).
Au XIXe siècle, les peintres de l'Hudson River School, spécialisés dans le paysage, ont consacré de nombreuses œuvres aux chutes du Niagara. Ils pensaient que la Nature était la manifestation de la puissance et de la bonté divine,. On peut citer Thomas Cole (1801-1848), considéré comme le fondateur de l'école de l'Hudson, Jasper Francis Cropsey (1823 –1900), Frederic Edwin Church (1826-1900), Louis Rémy Mignot (1831-1870) ou encore Albert Bierstadt (1830-1902). L'une des dernières toiles de William Morris Hunt (1824-1879) s'intitule Niagara Falls (1878, Williams College Museum of Art, Williamstown). Dans les années 1880, George Inness (1825-1894) proposa plusieurs versions des chutes dans le style du tonalisme. Le site inspira également les impressionnistes John Henry Twachtman (1853-1902) et Soren Emil Carlsen (1853–1932).

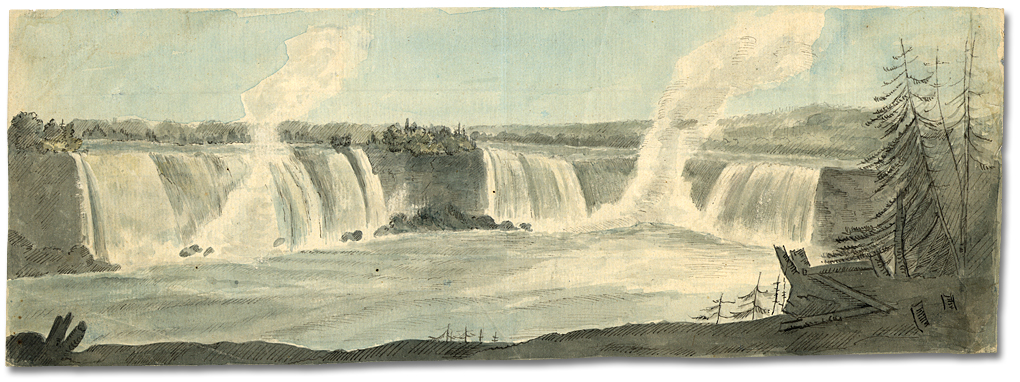
Niagara Falls, Ontario par Elizabeth Simcoe, été 1792
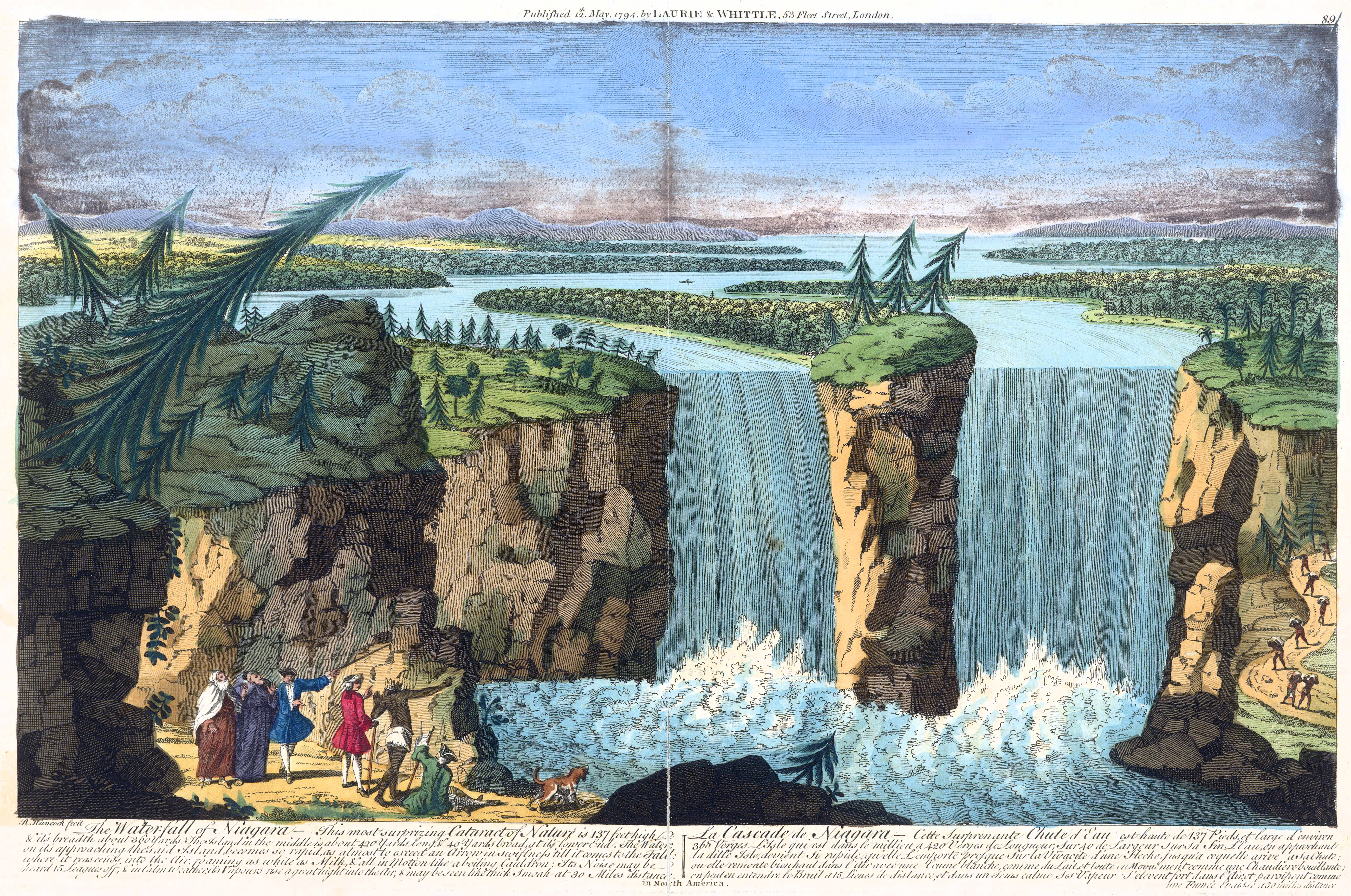
La cascade de Niagara, cette surprenante chute d'eau..., 1794, gravure de Robert Hancock (en) basée sur celle de Louis Hennepin.
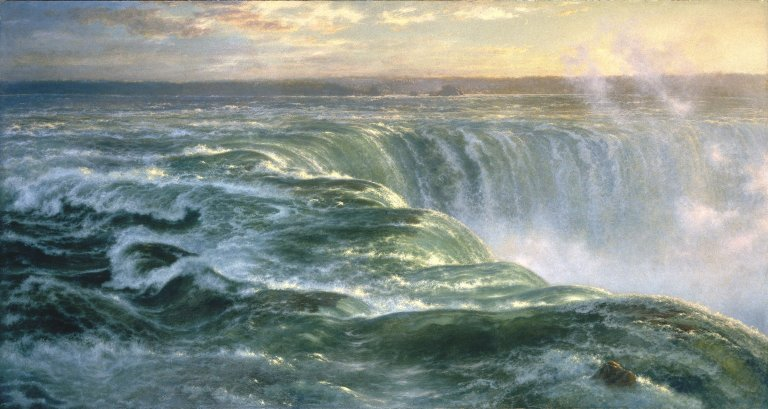
Les chutes du Niagara en 1866 par Louis Rémy Mignot (1866), Brooklyn Museum
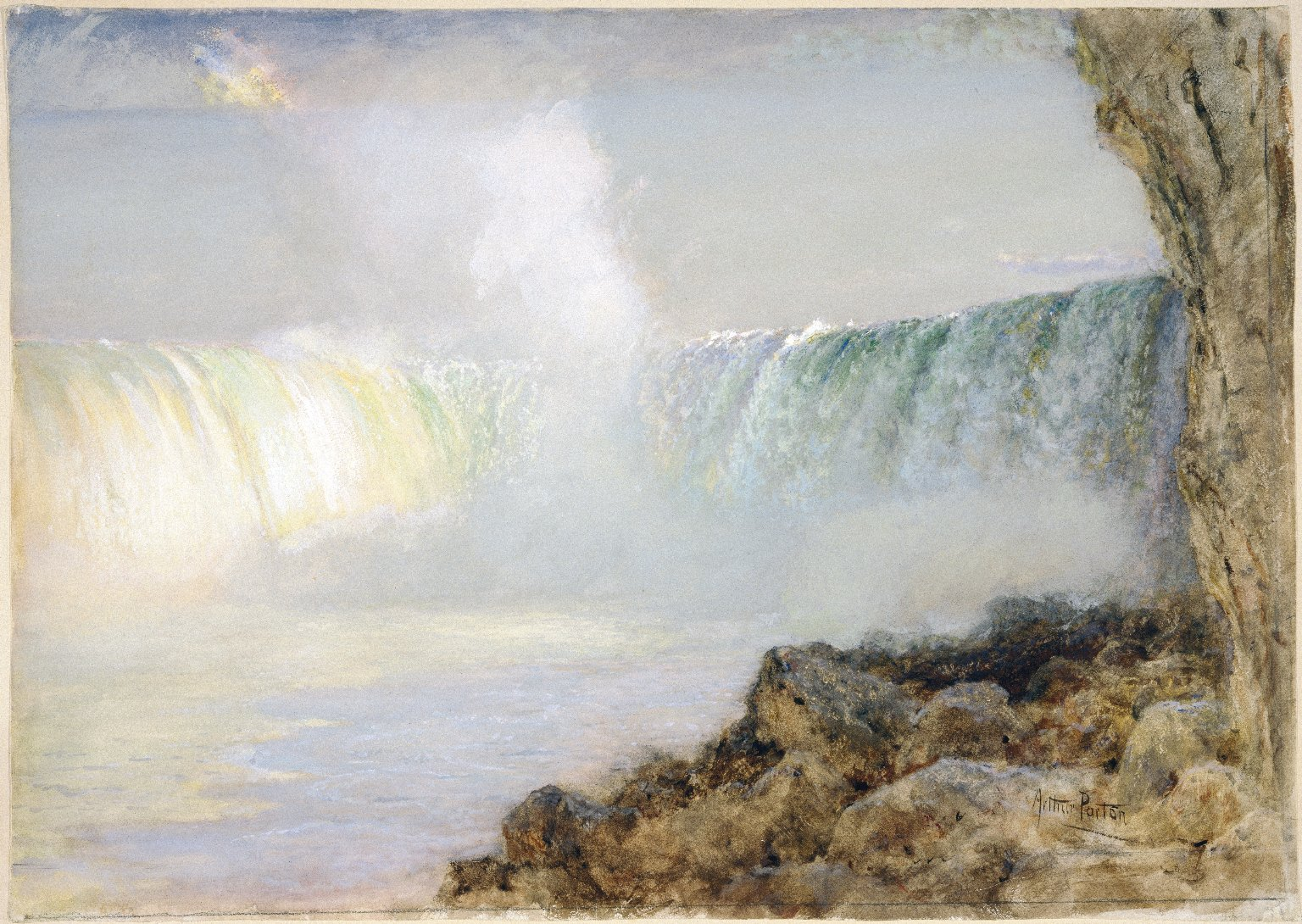
Arthur Parton, Niagara Falls, Brooklyn Museum
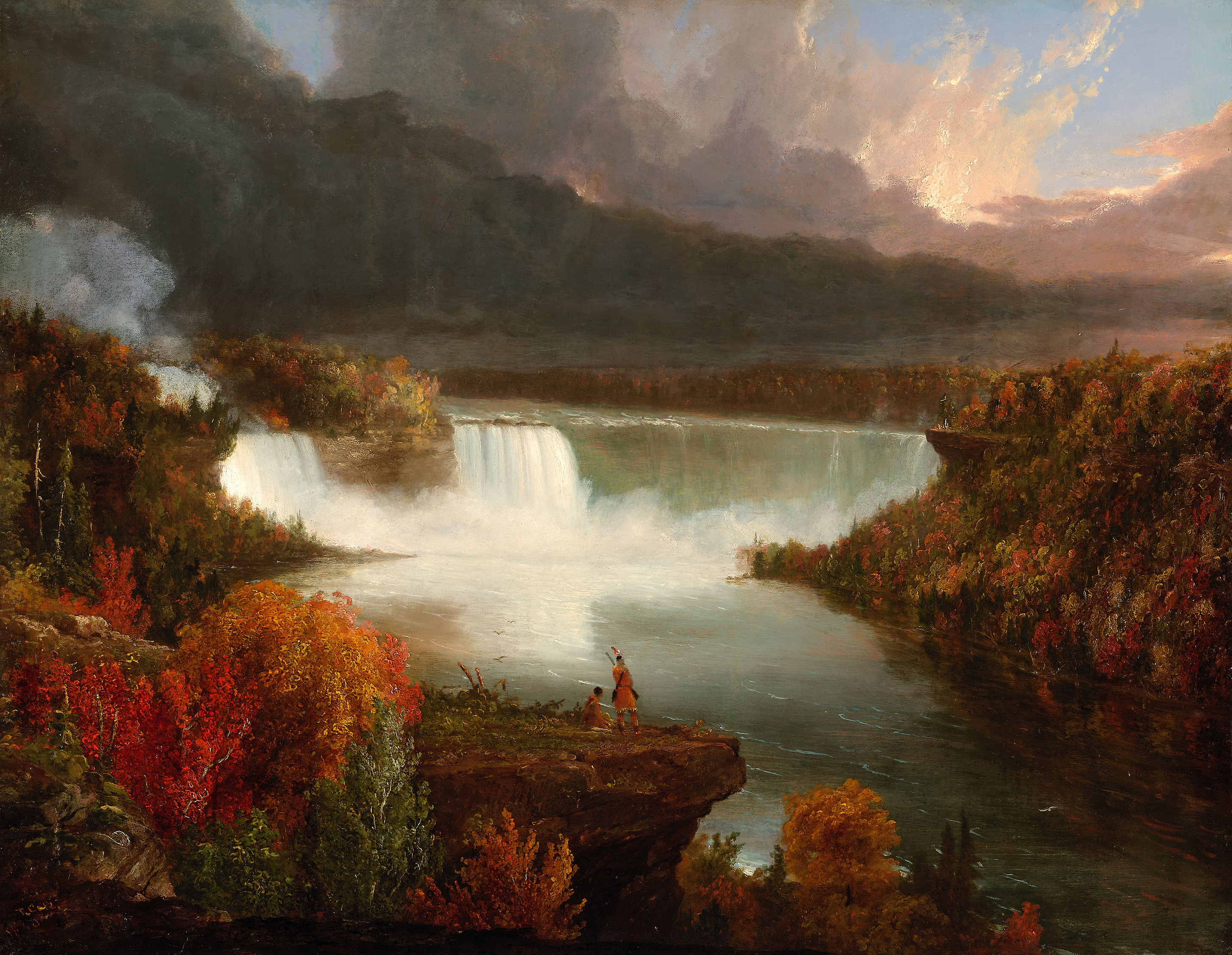
Thomas Cole, Distant View of Niagara Falls 1830, Art Institute of Chicago
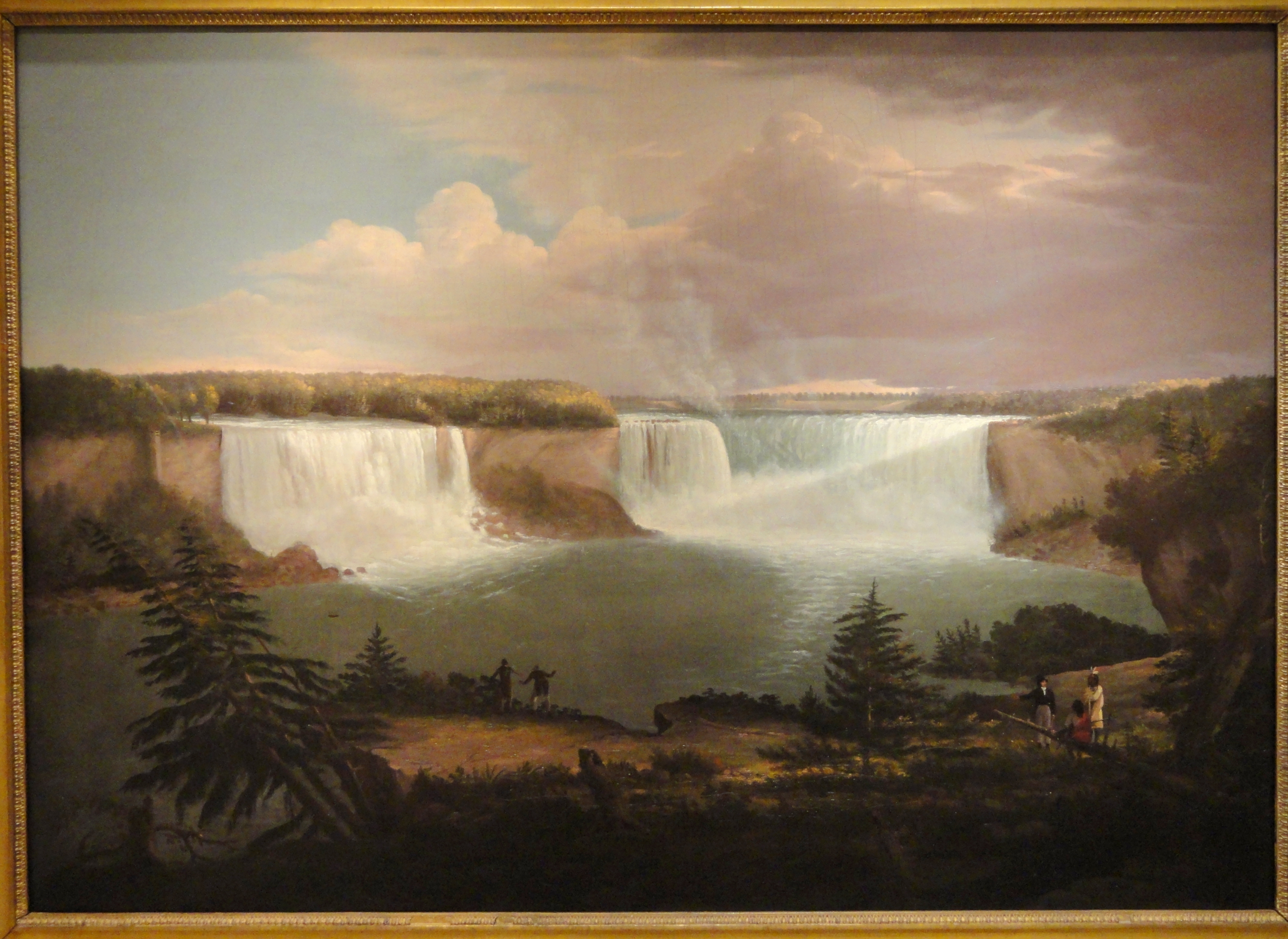
Alvan Fisher, A General View of the Falls of Niagara, 1820, The Smithsonian Institution
Frederic Edwin Church, Niagara, 1857, Corcoran Gallery of Art, Washington
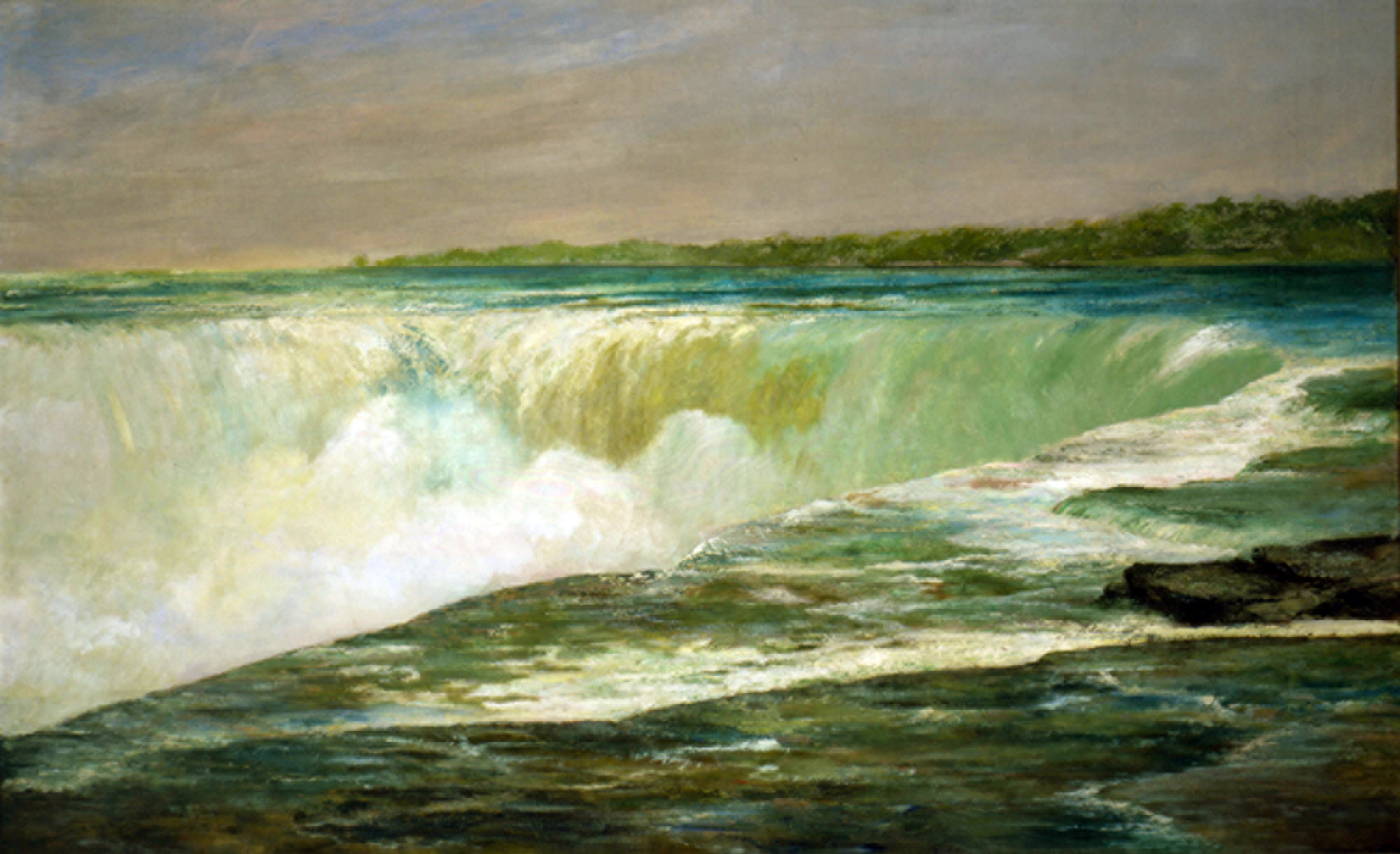
William Morris Hunt, Niagara Falls, 1878

### Cinéma et télévision
Alors que les chutes du Niagara étaient déjà un immense lieu touristique et l'un des hauts-lieux des lunes de miel, les visites connurent une hausse soudaine à partir de 1953, avec la sortie de Niagara, un film avec Marilyn Monroe. Plus tard, les chutes figurèrent également dans Superman 2 et furent le sujet d'un film populaire en technologie IMAX. Une grande partie de l'épisode Le Retour du Technodrome, dans la série Tortues Ninja : Les Chevaliers d'écaille, se déroule à proximité des chutes du Niagara et de son usine hydroélectrique. En 1990, l'illusionniste David Copperfield a réalisé un tour où on le voyait se déplacer au-dessus des chutes. Le complexe touristique situé à proximité des chutes fut le théâtre d'une brève série télévisée américaine début 2004, Wonderfalls. Les chutes servirent de lieu de tournage au film Pirates des Caraïbes : Jusqu'au bout du monde. Enfin, elles apparaissent comme un lieu romantique dans un épisode d’Une nounou d'enfer et de The Office.

### Littérature
Le sieur de la Franchise écrit en 1604 une épitre dans un livre de Champlain, :
Muses,Si vous chantez, vrayment je vous conseille

Que vous louiez Champlain, pour être courageux :

Sans crainte des hasards, il a vu tant de lieux,

Que ses relations nous contentent l'oreille.

Il a vu le Pérou, Mexique & la Merveille

Du Vulcan infernal qui vomit tant de feux,

Et les saults Mocosans, qui offensent les yeux

De ceux qui osent voir leur chute nonpareille.

Il nous promet encor de passer plus avant,

Reduire les Gentils, & trouver le Levant,

Par le Nord, ou le Sud, pour aller à la Chine.

C'est charitablement tout pour l'amour de Dieu.

Si des lâches poltrons qui ne bougent d'vn lieu !

Leur vie, sans mentir, me paraît trop mesquine.
— Sieur de la Franchise, Des sauvages... de Champlain
Chateaubriand visite les chutes, à la fin du XVIIIe siècle, lors de son Voyage en Amérique. Il raconte avoir failli y perdre la vie à deux reprises, tout d'abord du fait d'un écart de son cheval effrayé par un serpent, puis lors d'une chute sur un rocher glissant au cours de laquelle il s'est cassé le bras.
Les chutes du Niagara et la ville ontarienne de Niagara Falls servent de cadre à une partie de la trilogie Les Particules réfractaires, de Mikhaïl W. Ramseier. Dans le dernier tome, Marges, publié en 2016, presque toute l'action se déroule dans la région, entre le centre-ville et la bourgade de Chippawa (en).
Le roman Les Chutes, de Joyce Carol Oates, a été publié en 2005 aux éditions Philippe Rey et a reçu le prix Fémina étranger la même année. Comme son titre l'indique, toute l'intrigue du livre se passe dans la région des chutes.
L'écrivain français Jules Verne a plusieurs fois décrit Niagara dans ses romans: Une ville flottante, en 1869; Le Testament d'un excentrique, en 1897, qui offre une belle description des chutes du Niagara.

### Culture populaire et hommages
- Aéroport international des Niagara Falls et aéroport international de Buffalo-Niagara
- Université de Niagara
- De nombreuses entreprises régionales empruntent le nom des chutes.
- (12382) Niagara Falls, astéroïde.
- L'expression « Chutes du Niagara » est aussi le nom d'un numéro de vaudeville britannique, aussi appelée Slowly I turned. Depuis l'arrivée du médicament Viagra, dont le nom sonne comme Niagara, de nombreux dessinateurs ont représenté les Viagra Falls, de puissantes cascades dont l'eau remonte au lieu de descendre.
- On utilise aussi l’expression « c’est les chutes du Niagara » en parlant de menstruations avec un fort flux.

## Tourisme

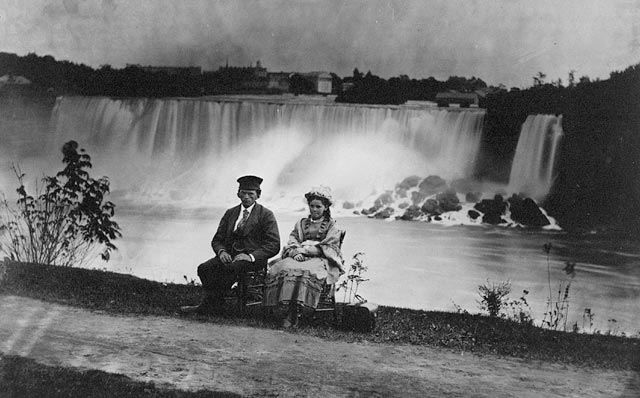
Un homme et une femme, du côté canadien des chutes, vers 1858

L'afflux maximum de visiteurs se fait en été, lorsque l'on peut admirer le spectacle des chutes du Niagara de jour comme en soirée. Du côté canadien, des projecteurs illuminent les deux côtés des chutes du crépuscule à minuit.
Du côté américain, les chutes du Niagara peuvent être admirées des chemins de randonnées ou de la tour d'observation de Prospect Park (en). Près de là, les sentiers des Cavernes des Vents mènent les randonneurs par un escalier de quelque trois cents marches jusqu'à un point situé sous les chutes du Voile de la Mariée. Les Niagara Scenic Trolley (« Tramways pittoresques du Niagara ») offrent également des circuits guidés le long des chutes américaines.
Du côté canadien, le parc de la Reine Victoria (en) présente des jardins travaillés, et des terrasses offrant une vue sur les chutes américaines et du Fer à Cheval. Le soir, en fonction des saisons et des jours, le parc est animé d'illuminations et des feux d'artifice. En souterrain, un chemin mène dans des chambres d'observations qui donnent l'illusion d'être à l'intérieur même des chutes. Le point d'observation de la tour Skylon, située non loin de là, offre le point de vue culminant sur les chutes, et dans la direction opposée, permet de voir aussi loin que Toronto. C'est, avec la tour Konica Minolta, l'une des deux tours canadiennes avec vue sur les chutes. Le long de la rivière Niagara, le Niagara River Recreational Trail (« Chemin récréatif de la rivière Niagara ») parcourt les 56 km séparant Fort Érié de Fort George, et présente de nombreux sites historiques de la guerre de 1812.
Les croisières Maid of the Mist nommées d'après un personnage de la mythologie indienne Ogiara, transportent des passagers dans les tourbillons derrière les chutes depuis 1846. En 2014, Hornblower Cruises a remplace Maid Of the Mist sur la rive Canadienne. Les téléphériques espagnols, construits en 1916 d'après les plans de l'ingénieur espagnol Leonardo Torres Quevedo, sont des téléphériques qui transportent des passagers au-dessus du tourbillon, derrière les chutes du côté canadien.
En 2016, deux tyroliennes sont désinstallées.
Une statue de l'inventeur Nikola Tesla a été installée.

## Critiques
Le développement du site en fonction du tourisme de masse, au détriment de la nature, suscite des critiques. Dès le dix-neuvième siècle, en 1883, l'architecte paysagiste Olmsted et l'historien de l'art Norton contribuent à fonder la Niagara Falls Association. La base de données mondiale World Waterfall Database ajoute cette remarque : « Les chutes du Niagara sont un parfait exemple de la façon de ne pas développer un site naturel d'importance mondiale ».